# 魔法少年賈修
《魔法少年賈修》是日本漫畫家雷句誠創作的日本漫畫作品。於《週刊少年Sunday》2001年6號開始連載到2008年新年4・5合併號完結，單行本全33卷。2022年3月14日，《魔法少年賈修2》正式連載。
本作的改編電視動畫由東映動畫製作，共150集。另有電玩遊戲、卡片遊戲等各種跨媒體作品。
2022年2月26日，作者雷句誠於個人社交媒體twitter中宣布《魔法少年賈修》的續作漫畫《魔法少年賈修2》將於2022年3月14日連載並同時發放《魔法少年賈修2》漫畫之預告片。

## 故事大綱

### 設定
《魔法少年賈修》的故事主要是描述一場由一百個魔物所參加、彼此戰鬥並選出魔界之王的王者爭奪戰。魔物是居住在魔界的生物，有各式各樣的外型，能使用各種超能力。每一千年，魔界會選出新的王，而決定的方式是透過參加王者爭奪戰。王者爭奪戰在人類世界舉行，當魔物來到人類世界之後，他們的能力受到限制、必須由書本來引發。每個魔物都有一個人類搭檔，只有搭檔可以讀懂書上的咒語、發揮魔物力量。通常搭檔與魔物的都是夥伴朋友關係，但也有搭檔與魔物是戀人關係、或是魔物反過來操控搭檔的狀況。魔書內頁是用魔界的文字寫成的咒語，記載魔物的咒語和剩餘魔物的數量。使用咒語時必須消耗精神能量「心之力」，咒語強度和消耗量成正比。戰鬥中獲勝並不會令咒語增加，當魔物的內心徹底成長或察覺到重要的事物時，新的咒語就會出現在書上。書本一旦遭到外力損毀便會燃燒，而且無法用任何方式熄滅。魔物的書一旦被燒毀，就表示魔物喪失參賽資格，他會從人間消失並強制回到魔界。魔物不能燒毀自己的書。在爭奪戰中獲勝的魔物除了可以當上魔界之王，還擁有另一項「王者的特權」，可以按照自己的意思選擇哪一個魔物能留在自己所統治的魔界，換言之、完全掌握了其餘魔物的生殺大權。
參與故事中爭奪戰的魔物除了有該屆的100個魔物，還有約40名上一屆的魔物，他們是被名為石怪高倫的魔物咒語效力所石化，封印成石板的魔物，由於書沒被燒毀因此無法回到魔界。他們被索菲斯利用月之光石（一顆巨大的、可療傷的石頭）解除其封印並進行控制，並與主角方為敵。

### 情節簡介
邂逅篇
絕頂聰明而倍感孤獨的天才中學生高嶺清人，遇見了從魔界而來的魔法少年賈修·貝爾，因此被捲入王者爭奪戰中。他們遇見了雪莉與布拉葛這對強悍的搭檔，並得知了關於王者爭奪戰的訊息，兩人在奮戰中彼此砥礪，遇見不同的夥伴與敵人，啟發賈修成為慈悲的王者的決心，也改變了清人原本孤僻的性格。
石板篇
清人和賈修遇見了自稱萬能博士的怪人，並得知名為索菲斯的魔物搜集了一批千年前的古代石板，並打算復活被封印在石板內的魔物。索菲斯操縱人類、強迫他們與魔物搭檔戰鬥的行為惹惱了清人和賈修，賈修和夥伴們便踏上打倒索菲斯的旅程。
法巫度篇
清人從被打倒的魔物可拉魯Q的口中得知，有一個巨大的魔界建築物「魔導巨兵法巫度」出現在人類世界。那是名為力歐的魔物從魔界帶來、打算用於爭奪戰的巨大兵器，由於兩人的夥伴黃雷與小蓮遭力歐利用，賈修和夥伴們便踏上打倒法巫度的旅程。這是作品中最長的篇章，賈修的身世之謎也在這一章揭曉，動畫版也在此篇章完結，而且有些角色的戲份及最後的結局有大幅修改。
克里亞篇
王者爭奪戰進入最終階段，面對有壓倒性力量的魔物克里亞·諾特與他的同伴，賈修的同伴一個個被擊敗，再經過了十個月的修行之後，賈修與克里亞在宇宙進行了決戰。賈修靠著過去擊倒的許多魔物的力量擊倒了克里亞，之後與雪莉與布拉葛這對搭檔進行決戰，賈修最終贏得了爭奪戰，成為魔界之王。
外傳《友》
敘述賈修當上王者之後遇到的挑戰與麻煩。

## 登場人物

### 主要角色

#### 賈修·貝爾/高嶺清人
賈修·貝爾（Zatch Bell，聲優：大谷育江→吉田小南美（139-150話頂替重病的大谷育江）／台灣：雷碧文／香港：黃鳳英）
魔物側的男主角，6歲，參與魔界王者爭奪戰的一百名魔鬼之一。金色短髮，眼睛下有兩條線，身穿深藍色的披風。書本顏色為紅色。
咒語為電擊屬性，從嘴巴噴出電擊發動攻擊，是作品中唯一一個在咒語使用時會無意識的魔物，因此必須由清麻呂指引方向。
真實身分是魔界之王的兒子，傑昂的雙胞胎弟弟。因為繼承了最強魔法巴歐，而被寄養在民間，但並沒受到好的對待，不僅經常挨打，更常常挨餓受凍。在魔界學校的時候，因為只要使出魔法就會失去意識，所以被同學嘲笑，沒什麼朋友。得知自己也有父母之後，為了讓父母早日接他回家，特意改變了說話方式來凸顯自己。來到人間後被雙胞胎哥哥傑昂攻擊，並被奪走了生活在魔界時的記憶。後清麻呂的父親在英格蘭的樹林中發現身受重傷的他，為報答其救命之恩而來到日本，與清麻呂住在一起。
由於失去記憶，在故事初期對魔界時代的生活和王者爭奪戰毫無所知。在經歷了與可魯魯的戰鬥之後，立誓成為「慈悲的王者」，並經歷了無數的戰鬥，在結局時擊敗布拉葛成為魔界王者。
非常喜歡吃鰤魚，會直接生吞一整條魚。
唯一的朋友是「巴爾漢300」，為清人用了五分鐘做出來的「賈修的朋友」，是個把糖果盒剪開之後，插上竹籤、畫上五官的娃娃。
在第二部中，為了拯救在貝利耶爾侵略中死去的民眾，動用了王家傳承的咒語，犧牲自己的生命來換取民眾的生還，並指派他們前往人界尋找清人。第四話中藉由埃及遺跡中的某種機關復活，與清人重逢。外表成長到14歲左右的少年，但實際上已經19歲了。
高嶺清人（Kiyomaro Takamine，聲優：櫻井孝宏／台灣：劉傑／香港：蘇強文）
人類側的男主角，賈修的搭檔，中學二年級，14歲，中學二年級就能讀懂MIT首席畢業生的論文的天才學生，能瞬間計算出六位數的乘法。但因為太聰明而受到同學孤立，認為在學校學不到東西而經常不去上學。但在賈修來到後，漸漸改變了待人處事的態度，也交到了很多朋友。
在王者爭奪戰中發揮了優秀的智慧，引導賈修獲得勝利。在可魯魯的一戰中，對「操控人心強迫他人戰鬥」感到憎惡。個性機智而冷靜，但在憤怒的時候會面露阿修羅般的表情，瘋狂地用咒語拷問和脅迫對方。在與力歐一戰中覺醒了解答者能力，但又因為一場夢(因為能力太強會讓使用者失控而在潛意識啟動的自我保護)而失去。在與克里亞決戰前由帝夫教導解答者能力的運用方法，與加旋、夥伴們擊敗克里亞。最後與加旋勝出魔界之戰，助賈修成為王者。
王者爭奪戰之後，與賈修離別並從學校畢業，進入高中。
興趣是讀書和研究，對演藝界的偶像不太熟悉。
在第二部登場時已成為一位專門研究古代歷史的考古學家，年紀輕輕就在世界各地發掘出許多新遺跡。為了調查魔界的情報而來到埃及的某個村落，獲得政府的大力支持，但他將政府給予的經費用在改善當地環境，還創立了孤兒院。在當地的遺跡中發現了三千年前的魔界文字，內容記述了魔界將遭受災難的預言，為了在賈修等人需要時提供幫助，而苦守在當地等待魔界的消息。第四話中，解開了遺跡中的機關，復活了賈修並與其重逢。

#### 蒂歐/大海惠
蒂歐（Tio，聲優：釘宮理惠／台灣：傅曼君（前52集）→許雲雲（第53集起，重譯1-52集）／香港：曾佩儀、何璐怡（代配））
魔物側的女主角，6歲，粉紅色長髮。在魔界時經常欺負賈修及凱喬美，被稱為「捏頸魔女蒂歐」，喜歡賈修，但總是口不對心。握力150 kg，有懼高症。她是主要人物當中唯一一個知道惠對清人抱持好感的人。
咒語以防禦為主、治療為輔，攻擊手段十分貧乏，主要負責支援，是隊伍中可靠的助力。
第二部登場時體型變得壯碩許多，在魔界被襲擊後帶著倖存者到一個遺跡避難，並且用巨大的盾牌攻擊敵人，然而當她發現已被敵人的士兵群包圍後，敵人趁機用咒語重傷一位魔物小孩，當蒂歐悲憤地想使出治療咒語時，小惠剛好被魔書傳送到魔界和蒂歐重逢，並與一樣趕來的清人等人擊退敵人。一直為賈修的死感到悲痛，在知道他沒死後，對他隱瞞自己而感到氣憤進而暴揍賈修。
大海惠（Megumi Ōumi，聲優：前田愛／台灣：楊凱凱／香港：鄭麗麗）
人類側的女主角，高中一年級，16歲，日本超人氣高中生偶像，在出外景的時候與蒂歐相遇，並成為她的夥伴。
個性溫和而溫柔，擅長料理，有機車駕照，喜歡清人。
第二部登場時依然為偶像，在演唱會中發現自己唱歌時流下眼淚並且感受到蒂歐哭泣的心聲，臨時暫停演唱會後跑到場館大門看到魔書時，發現整個場館已被敵人的火焰包圍起來，之後藉著自己之前在實境節目中走在燃燒的炭堆中的經驗突破火焰後，拿到魔書被傳送至魔界後和蒂歐重逢。

#### 凱喬美/巴爾可·福爾高雷
凱喬美（Kanchomé，聲優：菊池正美／台灣：楊凱凱／香港：雷碧娜）
賈修的同伴，6歲，特色是鴨子嘴，個性善良而且膽小。非常喜歡吃糖果和巧克力，會隨身攜帶點心。
咒語是變形能力，能變身、變小或製造幻覺，主要用於擾敵。
非常膽小，經常逃避戰鬥，對賈修的強勁相當驚訝，也鼓舞了他拿出勇氣、學會不再逃避。目標是成為像福爾高雷那樣帥氣的男人，並且把魔界變成一個好的世界。在帝夫的引導下學會的隱藏能力，可以直接對腦部進行強力幻覺作用，也因為得到超強的力量，但卻因此在性格上轉變為無情暴虐，喪失了原本的自我，最後是福爾高雷讓凱喬美恢復成本來的樣子。
在跟高姆的戰爭中，引來了薇諾的注意，被克里亞的遠距離咒語燒掉了書本。在最終戰中、他製造了一整個地球的幻影，讓克里亞的最強攻擊落空、也為賈修製造蓄積能量的機會，取得最後的勝利。
在第二部登場時正帶著弟弟躲避敵人，在指引弟弟前往福爾高雷的住所後隻身誘敵，於第八話中與福爾高雷重逢。
巴爾可·福爾高雷（Parco Folgore，聲優：高橋廣樹／台灣：魏伯勤／香港：梁偉德）
義大利的超級巨星，自稱「義大利的英雄」，「絕世的美男子」，是受到許多女性的喜愛、無論走到哪裡都會被女子包圍的金髮青年。
他的行為怪異，時常引來清人抓狂。在故事初期是個非常標準的搞笑角色，但在故事末期卻揭露了他少年時代的過去。他曾經是個像獅子一樣兇暴的不良少年，每天率眾鬧事，過著荒唐頹廢的生活，因此被雙親逐出家門。之後在電視上看見了小鳥停留在河馬牙齒上的畫面後，決心與殘暴的自己訣別並朝著明星的道路前進。現在生活愉快並富有愛心，即使工作繁忙也會親自帶著鮮花、糖果和禮物到醫院探訪住院的粉絲。但即使他已經改變了，父母仍然拒絕和他見面。
他的經典名曲是「甩甩奶奶」(チチをもげ!)，歌詞淫穢、曲風煽情，有實際的CD商品。
在第二部登場時依舊還是位名人巨星，在一場演出中意外遇上凱喬美的弟弟，得知凱喬美來到人界。但從他的敘述中察覺到不對勁，將其安置好後立刻去尋找凱喬美，於第八話中與凱喬美重逢。

#### 小馬怪/可夫卡·桑比姆
小馬怪（Ponygon，聲優：興梠里美／台灣：林谷珍／香港：曾秀清）
賈修的同伴，4歲。本名是休奈特。和其他魔物相比，算是很晚才遇到自己的搭檔，在找到搭檔之前一直住在清人家。他只會「咩嚕咩嚕咩」地叫，不會說話，害怕戰鬥，但是為了賈修及夥伴，他克服了自己的恐懼，奮勇作戰。
咒語是火焰和強化，念咒之後會裝備發火的鎧甲，攻擊、防禦和速度都提升很多。
2歲的時候認為「騎在父親背上魔物看起來比較偉大」而討厭人形的魔物，對於想和他交朋友的賈修態度很差，但之後為了救中毒的父親讓賈修乘上他，了解到了父親所說，對馬族來說，能夠讓一生的好友乘上是一種驕傲。
可夫卡·桑比姆（Kafk Sunbeam，聲優：鄉田穗積／台灣：魏伯勤／香港：陳欣）
33歲，英裔德國人，是汽車技術員。擁有開悟僧侶般的力量，能分辨事物的真偽、看透人心。雖然不懂動物的語言，但可以聽懂傾注在聲音裡的「思想」，唯獨小馬怪想表達自己的本名時他聽不懂。
在故事後期、他留了長髮並移居非洲促進當地的汽車工業發展，和艾爾修女關係變得很好。

#### 布拉葛/雪莉·貝爾蒙特
布拉葛（Brago，聲優：小嶋一成／台灣：魏伯勤／香港：馮錦堂、黃榮璋（代配））
魔界中眾所皆知的強勁魔物，14歲，穿著漆黑毛皮的衣服，眼睛有兩條漆黑的線。他冷靜、沉著而強悍。
在剛來到人間界的時候，非常殘暴而且自我中心，完全不關心人類，認為「將咒語的能力交託給沒有力量的人類」的王者爭奪戰是一件愚蠢的事。在與雪莉相處之後，他逐漸具備既嚴厲又溫柔的王者風範，目標是成為威嚴的王者。
咒語是操縱重力，威力十分強大。就算不用咒語也有很高的腕力、體力、智慧和精神力，能以肉身承接索菲斯的最大咒語。
在石板魔物篇石中途參戰，將數十名千年前魔物一瞬間秒殺，在與索菲斯對峙時，狠狠地教訓了受到索菲斯計策影響而無法戰鬥的雪莉，最後以壓倒性的力量擊倒索菲斯，拯救了雪莉的好友・可可。
在賈修與克里亞一戰之後，他和賈修在法國的山上進行最終決戰，在落敗之後，他握了雪莉的手，表示對於能和雪莉成為搭檔「感到非常幸福」，並向雪莉說了第一次也是最後一次的「謝謝」。
第二部在一開始賈修說明目前是死亡狀態，直到在雪莉遭到敵人襲擊時以木乃伊棺的方式，被阿波羅空投到雪莉面前，奪回咒語並放入魔書後復活。形象跟第一部時相差距大，已經長成渾身都是肌肉的狂戰士形象，並可以不用咒語徒手將敵秒殺，不禁讓人懷疑當初到底是怎樣被敵人殺掉的。在戰鬥後從雪莉的子女口中得知雪莉的婚姻生活並不如意，憤而教訓雪莉的丈夫。
雪莉·貝爾蒙特（Sherry Bellmont，聲優：折笠富美子／台灣：楊凱凱／香港：陸惠玲）
布拉葛的搭檔，本作人類側的另一個主角。
貝爾蒙特家的千金大小姐，18歲，有著金色的長髮。在面對索菲斯的爆炸咒語時，被布拉葛所救並且相遇。
小時候曾經因為母親的英才教育受盡折磨。因為母親的話「沒有生下妳就好了」，一度跳河自殺，被可可拯救之後兩人成為摯友。之後為了尋找被索非斯洗腦的可可走遍世界各地。經常不眠不休的配合布拉葛，相當有毅力並有著堅定的信念。由於小時候在嚴格教育下學習各種體術，及為了打倒索菲斯而特訓，本身練就了相當的戰鬥力，配上特製的長杖做武器，即使一個人也可以對付魔物。
在與索菲斯一戰中一度因為對手的計策而失去戰意，面臨崩潰，但在被布拉葛揍了一拳之後發現了可可的真心，並取得了勝利。在那之後，她對於成了絆腳石的自己十分愧疚，立誓無論付出任何代價都要助布拉葛成王。
布拉葛和雪莉是賈修和清人最大的勁敵，是告訴他們魔界、魔物、書本以及王者爭奪戰等相關資訊的人，是讓他們初嚐敗績的對手，也是他們最終戰的對手。
在第二部登場時已經結婚，並育有兩名兒子和一名女兒，更是小鎮的領主，但婚姻卻不如意，夫妻關係建基於利益之上﹙雪莉方面需要資金周轉，而丈夫則渴求地位﹚，深知丈夫有外遇一事，卻為了子女而選擇啞忍。在布拉葛復活時被他現在的樣子嚇到。

### 主要反派

#### 帝魔魯度/羅佩路多
帝魔魯度
千年前石板魔物中最強的一個，是個超巨大的狂戰士，但是智能很低。
羅佩路多·威爾
帝魔魯度的書本持有者，沒有被索菲斯操縱，非常聰明而且殘酷。

#### 索菲斯/可可
索菲斯（Zofis，聲優：藤田淑子/台灣：楊凱凱／香港：沈小蘭）
14歲，石版篇的最終敵人，雪莉·貝爾蒙特的宿敵，個性陰險狡猾，不但擅長在背後操縱人心，本身也有很強的實力。他的性別的表現上十分中性化。
咒語是爆炸，而且不用咒語就能在空中飄浮，另外還有操縱人心的技術，他對可可進行洗腦，並且復活了在千年前、上一屆王者爭奪戰被變成石版的魔物成為自己的手下。
可可（Coco，聲優：西村千奈美/台灣：許雲雲／香港：林元春）
索菲斯的魔書持有者，褐色短髮女性，18歲。出身貧寒，個性溫柔，兒童時拯救了投水自盡的雪莉一命，並給予她持續走向未來的希望，是雪莉最好的摯友。
她受到索菲斯的洗腦，為其作戰，心之力非常充沛，在不用道具恢復心之力的情況下一共使用了60發以上的術。
在石板篇結束之後，索菲斯在布拉格的威脅下消除了她遇見索菲斯期間的相關記憶，上了大學。

#### 法巫度
法巫度
法巫度最初出現時，是一個位在紐西蘭海岸，巨大的建築物。事實上，他是一個巨大人型兵器，內部有著可以操控他的機關。沒有遵守王者爭奪戰規則的力歐將法巫度從魔界傳送至人類世界，並試圖操控他贏得王者爭奪戰。

#### 力歐組
力歐（聲優：山本圭子/台灣：許雲雲）
半人半獅子型魔物，操控法巫度的魔物。
柏尼其斯（聲優：瀧知史）
力歐的拍擋。平時躲在力歐體內唸咒語。只有力歐認真戰鬥時才會從力歐體內走出來。

#### 薩爾奇姆組
薩爾奇姆（聲優：堀川亮/臺灣：魏伯勤）
力歐的心腹，全身長滿眼睛的黑紫色魔物。
咒語是發出強光，製造出對手的特殊影子，讓影子來攻擊。

#### 傑昂·貝爾/帝夫
傑昂·貝爾（Zeon Bell，聲優：高乃麗/台灣：楊凱凱/香港：袁淑珍）
賈修的雙胞胎哥哥，6歲，外號「雷帝」傑昂，在賈修與清人相遇之前就襲擊賈修並消除他的記憶。他有著和賈修相似的臉，紫色眼睛和白色頭髮。
咒語和賈修的相同，雷電從手中放出，威力十分強大。另外還有瞬間移動能力，但沒有繼承「巴歐」，因此嫉妒賈修、埋怨父王。從小經歷王家菁英嚴厲訓練，獲得強大實力，但在取得前往人間比賽資格的同時，得知賈修也能參加，認為自己是千辛萬苦才變強並獲得資格，賈修沒有努力卻能參加，這是使傑昂心裡更加不平衡，發誓要用自創的魔法連同賈修、巴歐一起消滅。
個性冷靜而且冷酷，這是受到父王所說「王要有修羅之心」的影響，會在對手的書開始燃燒的時候追擊、直接將書本化為灰燼。
漫畫版他在法巫度篇的最後與賈修和解(從奪走的賈修記憶中發現父王母后對襁褓的賈修說出真相：巴歐是父王參加上屆大戰時的一切負面情感與力量在危急時所融合的力量結晶，父王認為它是能誘發負面情感的怪物，在創出巴歐、成為王、直到現在，他一直默默的在鎮壓著，但是隨著年紀增長，年邁的魔界之王已經漸感吃力，在經過考慮後，決定將巴歐傳給其中一名孩子，在觀察傑昂後發現他繼承自己的修羅一面，極有可能被巴歐吞噬，因此選心地善良的賈修繼承，並且讓賈修在民間成長、歷練，以磨練善良之心以抵抗巴歐。傑昂從中得知父母對自己與賈修的愛是一樣的，承認自己的愚昧並在回到魔界前將自己的力量託付給賈修，讓他以較接近父王威力的巴歐來阻止法巫度，並約好了等賈修回魔界時要跟家人住在一起。
漫畫結局時兄弟倆感情變得很好；但動畫版時因為當時動畫進度已趕上漫畫進度，導致動畫製作組原創了包含傑昂最後都沒有跟賈修和解，還在之後破壞掉法巫度的鑰匙，試圖對賈修想守護眾人一事造成阻礙的結局，因這一點加上之後原作者跟出版社小學館的衝突，造成了原作粉絲的嚴重不滿。
帝夫（聲優：綠川光/台灣：林谷珍/香港：黎景全）
傑昂的搭檔，白色刺蝟頭的天才青年，沉默寡言，動畫版和原作的性格相異很大。
他具有無論何種疑問都能瞬間得出答案的「解答者」能力，因此被母親以一萬元賣給某個在北極的研究機構，在研究結束後被研究者炸死，但被傑昂救了一命，之後便一起行動。
在傑昂離去之後，他重新學會了「愛」與生命的價值。但在動畫版中並無這段敘述，而是強化了他冷酷無情的性格。
漫畫後續篇章主動前來訓練主角群，使他們得到與克里亞抗衡的力量。

#### 克里亞·諾特/維諾
克里亞·諾特
被稱為「毀滅之子」，想透過王者的特權將魔物全部消滅。性格極端冷酷。他是本作品的最終敵人，由於動畫版已於法巫度篇完結因此沒有登場。
王者戰爭結束後轉生成為一名叫懷特的魔物小孩，完全沒有以往的記憶。
咒語是消除，能消掉對手的咒語和物質。
維諾
克里亞的書本主人，只是一個嬰兒，體力十分低，但心之力高得可怕，克里亞花了一半的力量為他製造防護罩。在結局時交給萬能博士照顧。

### 其它要角

#### 水野鈴芽
水野鈴芽（聲優：秋谷智子/台灣：許雲雲/香港：曾秀清）
清人的同學，14歲。在遇見賈修之前，她是唯一理解清人的人。個性十分天然呆，完全不懂料理 （只會削蘋果），方向感極差，讀書也很糟糕，但是她單純、善良而且溫柔，在清人因為石板篇長期不在學校的時期間，她為清人抄下了所有科目的課堂筆記。不過由於與魔界王者爭奪戰無關，所以在故事中期之後幾乎完全沒有登場，動畫版增添了很多戲份。

#### 可魯魯/詩織
可魯魯（聲優：桑島法子/台灣：許雲雲/香港：曾秀清）
粉紅色短捲髮的女性魔物，個性十分溫柔，完全不想參與魔界王者爭奪戰，也不希望詩織唸咒語。但她的咒語卻會引出另一個人格，使她變得兇暴。
在故事初期登場、並且很快地就退出爭奪戰，離開前告訴詩織要勇敢對家人說出內心的感受，她是促使賈修成為「慈悲的王者」的人物，是影響了賈修價值觀的最重要人物，在賈修的回憶之中數次出現。
家庭成員有父母和一個弟弟。
咒語是強化系。唸咒變身之後，可魯魯會長出利刃般的爪子，身體能力顯著提升，能輕易地推翻大卡車。缺點是個性會變得兇殘。
詩織（聲優：今井由香/台灣：楊凱凱/香港：陸惠玲、陳凱婷（代配第24集））
黑長直髮的女高中生，家人總是很忙而把可魯魯當作自己的妹妹一樣看待。

#### 黃雷/小蓮
黃雷（Won Rei，聲優：石田彰/台灣：林谷珍/香港：陳卓智、李凱傑（代配））
賈修的同伴，15歲，銀色長髮，溫柔而友善，想成為「守護的王者」，和書本的主人小蓮是戀人關係，這也是唯一一對有戀愛關係的搭檔。
咒語是格鬥能力，能強化身體部位，結合自身的武術能發揮強大的效果。
他在法巫度篇中一度因為小蓮的生命受威脅而背叛清人等人，最後捍衛小蓮直至被送回魔界。
小蓮（聲優：池澤春菜/台灣：許雲雲/香港：周文瑛→沈小蘭）
香港人，16歲，黑髮包包頭，是香港黑道首領的女兒，和搭檔黃雷相愛，是少數具有高強武術的書本主人之一。

#### 基度/萬能博士
基度（聲優：岡村明美/台灣：楊凱凱/香港：林丹鳳）
外型類似傀儡人偶的矮小魔物，8歲，頭上有一根角，性格單純，經常被萬能博士戲弄。
咒語是機械，能發出大砲、鐵拳、小型分身等武器。
在石板篇與魔物四天王之一的貝爾基姆·E·O一戰中戰敗，他在為了拯救自己而倒下的萬能博士身上看到了「王」，認為自己心中的王者就是萬能博士。
萬能博士（聲優：納谷六朗/台灣：魏伯勤/香港：潘文柏）
基度的搭檔，68歲，身材高瘦的老人，戴著頂端有問號標記的黑色高帽，自稱「什麼事都知道的萬能博士」。他曾經是醫生，但在執刀時讓孫子喪命，基度的出現讓他彷彿看見自己的孫子再度回來。
他的性格古怪，經常戲弄基度和清人。他初次拜訪清人後，指導了他一些關於魔物和書本的事，之後便和他們組隊一同對抗索菲斯。
在第二部正式揭露其真名為霍華德．菲德曼，是美國內華達州最著名醫療公司的代表。已高齡80多歲，需要藉由人工心臟維持生命。在接到清人的訊息後，開始召集其他元書本主人。

#### 巴力/庫斯達夫
文森・巴力（Vincent Bari，聲優：置鮎龍太郎）
17歲，有著昆蟲一樣的觸角，通身青色、身材高大的魔物。性格好戰，冷酷無情，想成為有壓倒性力量的強勢的王者，和奇斯為同學兼死對頭關係。
咒語是發出暴風，即使不用咒語也有很強的身體能力。
在石板篇時拒絕了萬能博士的組隊邀請，在與龍族神童對決的時候失去了一隻觸角、體會到自己的弱小，之後在法巫度篇時與清人等人合作。為了讓賈修通往下一個目的地，打敗奇斯後挺身阻擋由奇斯回魔界前啟動法巫度體內的陷阱而使魔書燒毀、回到魔界。
動畫版則是在法巫度篇追尋賈修，而進入法巫度體內，半路中撞見奇斯。
庫斯達夫（Gustav，聲優：石塚運昇）
芬蘭人，壯年男性，時常抽著菸草。相當於巴力精神上的導師，在念咒語的時候會擺出奇特的姿勢。

#### 蕾拉/阿爾貝爾組
蕾拉（聲優：宍戶留美/台灣：楊凱凱/香港：梁少霞）
紫色短髮和服裝的女孩，頭上有兩根短角。性格冷靜沉著，但是有點天然呆。
咒語是利用新月攻擊，即使不用咒語也有強勁的怪力。是千年前的魔物，她背叛了索菲斯並協助清人，但又受到索菲斯的影響而被植入了恐怖的記憶，一度徘徊在兩個陣營之間。
在石板篇結束之後，她請求賈修等人燒毀她的書，擺脫這個不屬於自己的王者爭奪戰。
於《完全版》中得知她曾經是與勝利V老大多次並肩作戰的戰友。
阿爾貝爾（聲優：谷山紀章）
金髮碧眼的青年，蕾拉的搭檔，在戰鬥結束後回到學校。

#### 勝利V老大組/摩希漢艾斯
勝利V老大（聲優：若本規夫/台灣：林谷珍）
自稱華麗的勝利V老大，頭部和身體都是V字型，他的頭不用咒語就可以和身體分離。性格重視情義。
咒語是發出V字型的光束，威力十分強大，最強咒語的威力是賈修當時的巴歐·薩喀爾嘎的兩倍以上，最後在清人的作戰策略下戰敗。
非常喜歡吃哈密瓜，吃到哈密瓜之後會興奮地唱起「哈密瓜之歌」，他甚至希望賈修在成王之後，可以帶哈密瓜種子回到魔界。在故事結尾可以看到他用充滿期待的眼神培育著哈密瓜田。
人氣非常高，在動畫版登場時的收視率也比平均數來得高。在他的書本被燒返回魔界後，作者收到了大量希望勝利V老大再度登場的請求，於是作者表示「如果寄一千封明信片來的話」就讓他復活，結果收到了超過三千封的明信片，而作者也如願讓他在福爾高雷的夢境裡登場。在電玩遊戲中也有許多以他為主角的小遊戲。
於《完全版》中公開其在千年前的搭檔是紫式部。曾經是與蕾拉多次並肩作戰的戰友，得知蕾拉被高崙石化後，為了替蕾拉報仇而特意挑戰高崙卻反被對方石化。
摩希漢艾斯
勝利V老大的書本主人，愛爾蘭人。本名不詳，摩希漢艾斯這個名字是勝利V老大擅自取的。
疑似是紫式部的後代。

#### 芭蒂/烏魯魯組
芭蒂（聲優：松井菜櫻子/台灣：楊凱凱/香港：張頌欣）
綁著巨大淺藍綠雙馬尾的女性魔物，非常喜歡賈修，穿著有賈修圖案的內褲，自稱是賈修在魔界時的女朋友。來到人間界之後，由於賈修喪失記憶、不記得自己，使得芭蒂十分憤怒，一度加入索菲斯的陣營。
她在最後投向賈修一方，在對抗帝魔魯度時切斷自己的長髮、賭上自己的性命破壞月之光石。
咒語屬於水系，她的水並不怕賈修的電擊，反而還能吸收並化為己用。
烏魯魯（聲優：鳥海浩輔/香港：馮錦堂）
長髮的澳洲青年，在求職的時候遇見芭蒂，對頤指氣使的芭蒂十分服從。在石板篇結束之後找到做蛋糕的工作。

#### 跳跳蛙/艾爾文組
跳跳蛙（聲優：高戶靖廣/台灣：魏伯勤）
青蛙外型魔物，說話會呱呱地叫。他的頭上有三片葉子的幸運草。原為索菲斯陣營的幹部，後來倒戈加入清人。
艾爾文（Alvin，聲優：塚田正昭）
老農夫，跳跳蛙的書本主人，由於沒有牙齒、發音不標準，因此總是沒辦法念出咒語。但事實上、他是不願見到自己的魔物幫助索菲斯才消極對抗，在跳跳蛙改邪歸正之後，他拿出了假牙並念出正確的咒語。

#### 迪度/季多組
迪度（聲優：竹內順子/台灣：許雲雲）
有金色力怎頭的魔物，來到人界後一直在尋找潔莉雪。
咒語是如同能量累積一般的肉體強化。
漫畫版中在法巫度裡見到潔利雪並且成功使她擺脫傑昂的控制，但也因為和潔利雪對決時書本遭攻擊而回到魔界。
動畫版則是直接目睹潔利雪回到魔界後成功擊敗敵人，而且到法巫度篇結束後也都沒有回到魔界。
季多（聲優：石井康嗣 / 台灣：林谷珍）
迪度的書本主人，是一個白色長捲髮的中年男性，喜歡開哈雷機車 。

#### 卡爾迪歐/沙烏薩組
卡爾迪歐（聲優：上田祐司/台灣：劉傑）
藍色馬型魔物，有兩根巨大白色的角。
外貌及咒語和小馬怪相似，不過是冰系。
沙烏薩（聲優：渡邊久美子）
卡爾迪歐的書本主人，藍色頭髮的少年。

#### 萌萌/艾爾組
萌萌（聲優：高橋直純/台灣：魏伯勤）
粉紅色的魔物，外型像是猴子加上兔子。性格好色且膽小，非常喜歡女性的內衣褲，會做出偷內褲的行徑。
咒語的效果都與逃脫、迴避危險有關，例如潛地、遲緩、彈跳、飛行，此外，他本身具有很強的感應能力，不必用咒語、透過耳朵就能查覺危險的魔物。
初期登場時不太會說話，由於知道法巫度的位置而被迫和清人一行人同行，之後羅迪將凱喬美、蒂歐、小馬怪三人打敗後，萌萌受到清人的犧牲的影響而決定挺身而出，在大家等待清人復活後回來前盡力制衡傑昂和羅迪的攻擊，一開始原本但算奪取羅迪的書本，然而為了拯救艾爾而使自己的書本燃燒，原本以為沒能撐到清人預估回來的時間時，清人也在這時剛好回來，回到魔界前向艾爾答應一定會好好認真學習變得像清人一樣聰明。
在第二部中，已經成為一名學者，20歲。利用自己的感應能力，暗中探查彼列勢力的據點，尋找夥伴們被奪走的咒語。
艾爾·席巴斯（聲優：三石琴乃/台灣：楊凱凱）
萌萌的書本主人，修女，口頭禪是「唉呦呦呦呦呦」，在修道院和萌萌相遇，對他偷內褲的行為感到很困擾。
由於萌萌本能地迴避危險，所以在遇到清人等人之前一次都沒有戰鬥過，對魔界王者爭奪戰的事情也不太清楚。
在與桑比姆一同作戰時，因為被桑比姆所救、因此對他有好感，在戰鬥結束之後，她隨桑比姆搬到了非洲。

#### 羅迪/琪塔組
羅迪（聲優：千葉進步）
高壯的長髮魔物，背後長有翅膀，個性強悍而且凶暴，是個喜歡攻擊「拋棄同伴而逃走的對手」的虐待狂，當傑昂掌控法巫度後甚至將凱喬美、蒂歐、和小馬怪一一打敗並且將他們囚禁在柱子上，因此當清人回來時看見此慘狀後憤怒地將羅迪電擊到半死不活。
琪塔（聲優：伊藤靜）
羅迪的書本主人，帶著半張鐵面具的粉紅色頭髮少女，沒有強烈的感情。她有卓越的戰鬥直覺。面具底下有可怕的傷口，在戰鬥結束之後，她重拾了笑容，並且成為了護士。

#### 奇斯/貝倫組
奇斯（聲優：堀內賢雄）
弦月頭型的魔物，在魔界時是巴力的同學，性格自大。喜歡亂唱貝多芬的快樂頌。
咒語是發出光束，以及用彈簧四肢攻擊。
貝倫（聲優：瀧知史）
奇斯的書本主人，特徵是有著紅鼻的男人。和奇斯是在日本料理店相遇的。職業是動畫監督，起初唸咒語時會不經意說「Action」。

#### 布薩萊伊組
布薩萊伊（聲優：佐佐木大輔）
身型巨大、穿著紅色鎧甲的魔物。
咒語是使用巨大鎖鍊攻擊。
卡茲（聲優：寺田春日）
布薩萊伊的書本主人，短髮女性，動畫版中會跆拳道，有一定的戰鬥能力。

#### 利亞組
利亞（聲優：三石琴乃）
橘黃色花生外型魔物，頭上長了一個Y型的角，會用角撞帶有好感的人。
阿里西亞（Alicie，聲優：關智一）
利亞的書本主人，白髮黑膚的少年，本身的戰鬥能力很強。

#### 潔莉雪組
潔莉雪（Cherish，聲優：永野愛）
和迪度感情很好的魔物，戴著帽子有著美麗的長捲髮，像寶石般閃耀的女子，咒語是利用手或是狙擊槍射出寶石攻擊。
在魔界時為一間孤兒院的保姆，在垃圾堆發現發現了迪度並且收容他，對孤兒們十分地照顧，由於書本主人妮可爾遭到力歐詛咒，而被迫幫助法巫度復活，當傑昂打敗力歐掌控法巫度後，由於不願服從傑昂而遭到他的咒語電擊到半死不活，即使之後透過法巫度的體液回復，也因此身心受創並產生對傑昂電擊的恐懼，而傑昂也透過特殊電擊裝置被迫使她服從，再度見到迪度後由於遭到電擊的恐懼以及該裝置產生傑昂電擊的幻覺下而攻擊迪度，但也因為迪度的激勵而最終客服了恐懼以及擺脫傑昂的操控，但迪度也因此回到魔界，之後當凱喬美、蒂歐、小馬怪遭傑昂囚禁時利用狙擊的咒語與傑昂對決，成功拯救三人，但也因為書本遭到傑昂的電擊而回到魔界。
動畫版戲份大幅減少以及完全不同、在法巫度裡被擊敗而回到魔界。
妮可爾（Nicole，聲優：相田沙也香）
潔莉雪的書本主人，是名女性狩獵監督官，為了方便行動一開始裝成男性，之後受到力歐的詛咒而使得傑利雪被迫幫助法巫度復活。

#### 紮歐隆組
紮歐隆
是千年前的魔物，四天王之一，冷靜沉著，善使長棍，咒語能強化棍。
玄宗
中國格鬥家，紮歐隆的書本主人，少數具有高強武術的書本主人，沒有被索菲斯操縱，是因為自身興趣自願幫助索菲斯。能和使用咒語的黃雷戰得不分高下。

#### 貝爾基姆EO組
貝爾基姆・E・O
是千年前的魔物，四天王之一，外表像是埃及的法老王面具，是個坐在椅子上的巨大魔物，但其實可以站起來。非常喜歡看搞笑的事物，咒語是怨靈屬性。
塔莉亞
貝爾基姆・E・O的書本主人，性格陰沉的黑色長髮女人，散發一股令人反感的詭異氣息。

#### 帕姆蘭斯組
帕姆（聲優：松岡洋子）
是千年前的魔物，四天王之一，他是第一個登場的千年前魔物，咒語是利用星星攻擊，對被變成石板有強烈的心靈創傷。非常痛恨對他的石板進行了各種亂七八糟實驗的清人，但由於了解賈修和清人的來意以及克服變成石板的創傷後決定於兩人同行，但不久書本遭索菲斯攻擊，帕姆看到書本燃燒後，回魔界前嘲諷索菲斯因為有了賈修，自己可以回到魔界去，並且說索菲斯一定會被打敗，使得索菲斯立馬將帕姆的書本消滅使他立即消逝回到魔界。
蘭斯
帕姆的書本持有者，綁著領巾且穿著短褲的褐色鮑伯頭少年。

#### 高崙組
高崙
被稱為石之高崙，他是在一千年前，造成約半數魔物被變成石板的元兇，他的咒語能將對手變成石板，而不是被送回魔界。
他是上一屆爭奪戰打倒最多對手的魔物，但被賈修和傑昂的父親(上一屆的勝利者，現任魔界之王)和其他三個同伴聯手擊倒。
莫理斯
高崙的書本持有者，性格卑劣。

#### 可拉魯Q組
可拉魯Q（聲優：神代知衣/台灣：許雲雲）
機器人外型魔物，頭部是正方體。在念咒語之前要唱跳一段「變形體操」。
咒語是變型能力，能變成巨大機器人、機車、盾牌、橡膠、飛碟等外型，並且擁有相應的能力。
在第二部中，肉體在彼列的侵略中死亡，後藉由賈修的王家秘術復活，與古拉布一起協助賈修。
古拉布（聲優：陶山章央/台灣：楊凱凱）
可拉魯Q的書本主人，IQ190的天才，戴著眼鏡的少年。
在第二部中，接受謎語博士的召集而集合，與可拉魯Q一起協助賈修。

#### 葛佛雷組
葛佛雷（聲優：小野大輔）
小狗外型魔物，使用強化咒語。
連次（聲優：御田行洋/香港︰林保全）
葛佛雷的搭檔，被布拉葛的強悍嚇個半死後丟下書本逃走。動畫第5集登場。

#### 筆頭菜組
筆頭菜（聲優：御崎朱美/香港：袁淑珍）
操縱植物的魔物。在植物園與賈修等人戰鬥。動畫第7集登場。
春彥（聲優：森久保祥太郎/香港：梁偉德）
筆頭菜的搭檔。他是告訴清人、書本和咒語的力量來自「心之力」的人。動畫第7集登場。

#### 羅布諾茲組
羅布諾茲（聲優：吉田小南美）
外型很像人造人的魔物，喜歡雕刻，咒語是發出光束。他是告訴賈修「傑昂」存在的魔物。
琉戈（聲優：金尾哲夫）
羅布諾茲的搭檔，蒙古人。

#### 菲兒組
菲兒（聲優：若本規夫）
小丑外型的魔物，咒語是風屬性。速度非常快。
清兵衛（聲優：川田紳司）
菲兒的搭檔，從四國而來。

#### 艾修羅斯組
艾修羅斯（聲優：甲斐田雪/香港：黃麗芳）
咒語是操縱大地，性格卑劣，外表是個約10歲左右的金色短髮少年,因外型一開始讓賈修和清人誤以為搭檔和魔物相反。
登場時尚處於王者爭奪戰初期，但咒語非常多，多達七個。
秋山進一（聲優：飛田展男/香港：盧國權、鄺樹培（少年））
艾修羅斯的書本主人，身材高大，但是個性很溫柔。

#### 海多組
海多（聲優：浦和惠/香港：雷碧娜）
動畫原創角色。可以使出風秘術的魔物少年，有著酷帥且不服輸、立志向上的個性。
擁有不用念出咒語就能在空中飛行與瞬間移動，然後在其他魔物體內展現的能力。知道加旋的事情但兩人的關係不詳。
窪塚泳太（聲優：神谷浩史/香港：鄺樹培）
動畫原創角色。海多的搭檔，喜歡留長頭髮的少年。
打工之書（Sky Blue）的持有人，特徵是只要讓女性注意到他就會變得溫柔的個性與一雙鳳眼，打工時經常會在遇到不良少年的場所。
雖然取得了使自己更強的魔導書，但在打工中使出力量時總是會有覺得自己本身很強的錯覺。以前曾經跟清人所屬同一間學校，但因為在校內遭受欺負後不願去上學就變成了不良少年。
大海惠的粉絲，專門收集惠的周邊商品、也曾經親自徒步去她的演唱會場。

#### 雷高姆組
雷高姆（聲：くまいもとこ）
冰屬性的魔物，人類換算年齡8歲。賈修和清人的初戰對手（動畫版為海多）。喜歡吃冷凍食品。
由於想要讓自己變強的理由，一聽到細川被邪惡染黑時相當高興。因此即使被當成道具利用、然後甘願讓細川拳打腳踢的情形下也無動於衷。自己的咒術被賈修施放出來的咒術給反彈打中書本之後回去了魔界。
細川（聲優：山口健/香港：梁志達）
雷高姆的的書本主人，貨運公司的員工，在工作上經常受到上司責罵，利用雷高姆的力量將上司送進醫院，之後成為寶石大盜。

#### 亞斯組
亞斯（聲：梅津秀行）
使用劍的魔物。
為了保護艾莉而令到書本被破壞，在書本被燒掉之際請求主人艾莉轉達為王者制定魔界法律的心願。
艾莉（聲優：吉田小南美）
亞斯的書本主人，患病的少女，因遇到亞斯重新燃起了活下去的動力。

#### 阿修朗組
阿修朗
與艾薩杜倫齊名的龍族神童。真身是長有紅色龍鱗的正統西方龍。
林恩
阿修朗的魔書本主人。

#### 圖溫組
圖溫·貝爾
現任的魔界之王，賈修與傑昂的父親。稱號為「雷帝」。千年前的魔界之王爭霸戰中的最後勝利者。
外表是一名長有巨大雙角，年邁的男性巨人。以「巴歐．薩基路加」稱霸魔界之王爭霸戰。後來因年邁無法駕馭「巴歐．薩基路加」而把其轉移到賈修身上。
根據作者的部落格所言，在千年前，與數名同伴聯手把石人高崙擊敗。
在結局時，出席其子賈修的加冕儀式。
在《完全版》中得知他其實對魔書的製作者以及魔界之王爭霸戰如何產生一事毫不知情。
維利
圖溫·貝爾的魔書本主人，外表是一名右眼、鼻子、左眉有傷痕的少年。

### 主角的朋友和家人們
金山剛（聲優：高木涉/台灣：林谷珍/香港：林保全）
清人的同學，不良少年，改過之後成為性格豪爽的角色，興趣是找野槌蛇。
動畫版追加大海惠的粉絲設定，在取得惠的演唱會門票時會向清人炫耀（唯一不知道的就是清人與惠之間的關係）。
山中 浩（聲優：田中一成/台灣：魏伯勤/香港：鄺樹培→張預東）
清人的同學，棒球社成員，為一名投手。目標是投出會噴火的消失魔球。
家住在鎮上的商店街內，唯獨店名與種類不詳。
動畫版追加大海惠的粉絲設定，在取得惠的演唱會門票時會向清人炫耀（唯一不知道的就是清人與惠之間的關係）。
岩島 守（聲優：沼田祐介/台灣：楊凱凱/香港：陳卓智）
清人的同學，個子矮小微胖。不可思議研究社的成員，興趣是找幽浮。夢想是當幽浮駕駛。
動畫版追加大海惠的粉絲設定，在取得惠的演唱會門票時會向清人炫耀（唯一不知道的就是清人與惠之間的關係）。
金子（聲優：森功至/台灣：楊凱凱（前52集）→林谷珍（第53集起，重譯1-52集））
清人的同學，成績優秀、僅次於清人，視他為勁敵。
有著特別大的頭，一回頭時還會變得更大。考試成績至目前的最新進度為止為70戰1勝34敗35平手（那1勝為清人被遠山給陷害時所得到的）。
仲村真理子（聲優：埴岡由紀子/台灣：楊凱凱）
水野鈴芽的青梅竹馬朋友，同樣所屬於合唱社。
野口（聲優：內藤玲）
清人在三年級時的同學，二年級就讀清人的隔壁班，似乎與清人約定好在暑假之前種植晨光花的樣子。雖然在升上三年級時很高興跟清人同班，但是清人想不起他。
直美（聲優：溝脇しほみ/台灣：許雲雲/香港：陳凱婷）
常在清人家附近的公園裡玩的小孩，綁著兩個沖天炮髮型，牙齒非常銳利，是賈修日常生活的天敵。

#### 教師及相關人士
中田秀壽（聲優：山口健/台灣：魏伯勤/香港：陳永信）
清人的導師，教授數學科。對經常不到校的清人十分不滿。在主角們升上三年級、開始輔導學生們未來出路時變身成不苟言笑的「TM‧李」。
非常愛護自己的妻子，偶而會帶到任課的教室裡面。
在第二部時已從教職退休，到拉斯維加斯登台表演，享受第二人生。
妻子/中田鯖江（聲優：寺田春日/台灣：蔡惠萍）
中田老師的妻子，是一個會出沒在各種地方的奇妙人物，三圍都是100公分。
遠山（聲優：中多和宏）
歷史老師。不認同靠其他人的努力，所以對經常曠課的清人為假想敵、以毫無邏輯的難題來對付他。
在清人跟一千年前的魔物戰鬥完回歸的時間點似乎有摸透了清人的心思，為了要出充滿亂七八糟題目的考試就從閒言閒語的學生那邊收買、意圖陷害清人給他零分。

#### 高嶺家
高嶺 華（聲優：山崎和佳奈/台灣：楊凱凱/香港：沈小蘭）
清人的母親，專職主婦。
高嶺 清太郎（聲優：置鮎龍太郎/香港：盧國權）
清人的父親，英國的大學的考古學教授，在英國森林發現賈修並把他帶給清人，將他捲入王者爭奪戰中。

### 其他
螳螂喬（聲優：飯島肇/香港：翟耀輝）
身穿螳螂衣的演員。
達爾丹尼安（聲優：香港：黃子敬）
和清太郎同所大學的教授，超級老菸槍。他是個穿著魚或森林妖精的服裝的怪異大叔，但卻自稱沒有角色扮演的興趣。

### 第二部出場角色
賽麗
被賈修託付「信件」的魔物少女，來自迪度與潔莉雪所在的孤兒院。四歲。
歐爾摩
被賈修託付「信件」的魔物小孩，一歲。
密比
跟在賽麗與歐爾摩身邊的犬型摩物。
扎哈拉
清人作為考古學家的助手。

#### 主要敵人
貝利耶爾
本作第二部的大反派。來歷神秘，在魔界突然出現，派遣部下屠殺包括賈修在內的魔界居民，並以某種方式掠奪他們身上的咒語。
以不知名的方式復活了許多原本死去的戰士作為自己的戰力，將他們稱為「卡片」。這些人有很多來自地球與魔界之外的異世界，擁有與魔物截然不同的能力。
瓦古

基爾

## 出版書籍

### 小學館版
| 卷數 | 小學館         | 小學館                                          | 青文出版社     | 青文出版社            |
| 卷數 | 發售日期       | ISBN                                            | 發售日期       | ISBN                  |
| ---- | -------------- | ----------------------------------------------- | -------------- | --------------------- |
| 1    | 2001年5月18日  | ISBN 4-09-126231-7                              | 2002年5月7日   | ISBN 957-509-205-8    |
| 2    | 2001年8月9日   | ISBN 4-09-126232-5                              | 2002年8月2日   | ISBN 957-509-300-3    |
| 3    | 2001年10月18日 | ISBN 4-09-126233-3                              | 2002年9月2日   | ISBN 957-509-328-3    |
| 4    | 2002年1月18日  | ISBN 4-09-126234-1                              | 2002年10月2日  | ISBN 957-509-326-7    |
| 5    | 2002年4月18日  | ISBN 4-09-126235-X                              | 2002年11月2日  | ISBN 957-509-399-2    |
| 6    | 2002年7月18日  | ISBN 4-09-126236-8                              | 2002年12月20日 | ISBN 957-509-431-X    |
| 7    | 2002年10月18日 | ISBN 4-09-126237-6                              | 2003年1月10日  | ISBN 957-509-459-X    |
| 8    | 2002年12月18日 | ISBN 4-09-126238-4                              | 2003年8月10日  | ISBN 957-509-587-1    |
| 9    | 2003年3月18日  | ISBN 4-09-126239-2                              | 2003年12月25日 | ISBN 957-509-674-6    |
| 10   | 2003年4月18日  | ISBN 4-09-126240-6                              | 2004年4月20日  | ISBN 957-509-778-5    |
| 11   | 2003年6月18日  | ISBN 4-09-126451-4                              | 2004年5月20日  | ISBN 957-509-850-1    |
| 12   | 2003年8月8日   | ISBN 4-09-126452-2                              | 2004年10月20日 | ISBN 957-509-958-3    |
| 13   | 2003年11月15日 | ISBN 4-09-126453-0                              | 2005年1月20日  | ISBN 986-15-6091-2    |
| 14   | 2004年1月17日  | ISBN 4-09-126454-9                              | 2005年2月20日  | ISBN 986-15-6129-3    |
| 15   | 2004年3月18日  | ISBN 4-09-126455-7                              | 2005年5月25日  | ISBN 986-15-6159-5    |
| 16   | 2004年6月18日  | ISBN 4-09-126456-5                              | 2005年6月15日  | ISBN 986-15-6194-3    |
| 17   | 2004年8月5日   | ISBN 4-09-126457-3 ISBN 4-09-159023-3（特別版） | 2005年7月15日  | ISBN 986-15-6221-4    |
| 18   | 2004年11月18日 | ISBN 4-09-126458-1                              | 2005年8月15日  | ISBN 986-15-6306-7    |
| 19   | 2005年1月14日  | ISBN 4-09-126459-X                              | 2005年11月20日 | ISBN 986-15-6388-1    |
| 20   | 2005年3月18日  | ISBN 4-09-126460-3                              | 2005年12月20日 | ISBN 986-15-6409-X    |
| 21   | 2005年7月15日  | ISBN 4-09-127291-6                              | 2006年3月15日  | ISBN 986-15-6458-6    |
| 22   | 2005年8月5日   | ISBN 4-09-127292-4                              | 2006年3月20日  | ISBN 986-15-6517-5    |
| 23   | 2005年11月18日 | ISBN 4-09-127293-2                              | 2006年5月15日  | ISBN 986-15-6590-6    |
| 24   | 2006年3月17日  | ISBN 4-09-120124-5                              | 2006年7月20日  | ISBN 986-15-6635-X    |
| 25   | 2006年6月16日  | ISBN 4-09-120420-1                              | 2006年10月15日 | ISBN 986-15-6718-6    |
| 26   | 2006年9月15日  | ISBN 4-09-120590-9                              | 2006年11月1日  | ISBN 986-15-6760-7    |
| 27   | 2006年12月16日 | ISBN 4-09-120698-0                              | 2007年1月15日  | ISBN 986-15-6817-4    |
| 28   | 2007年3月16日  | ISBN 978-4-09-121023-4                          | 2007年4月15日  | ISBN 978-986-156872-0 |
| 29   | 2007年6月18日  | ISBN 978-4-09-121077-7                          | 2007年7月1日   | ISBN 978-986-209019-0 |
| 30   | 2007年9月18日  | ISBN 978-4-09-121185-9                          | 2007年11月19日 | ISBN 978-986-209132-6 |
| 31   | 2007年12月15日 | ISBN 978-4-09-121227-6                          | 2008年1月21日  | ISBN 978-986-209303-0 |
| 32   | 2008年3月18日  | ISBN 978-4-09-121296-2                          | 2008年6月23日  | ISBN 978-986-209456-3 |
| 33   | 2008年6月18日  | ISBN 978-4-09-121399-0                          | 2008年8月22日  | ISBN 978-986-209517-1 |

公式導覽手冊
| 卷數 | 小學館        | 小學館             | 青文出版社     | 青文出版社            |
| 卷數 | 發售日期      | ISBN               | 發售日期       | ISBN                  |
| ---- | ------------- | ------------------ | -------------- | --------------------- |
| 1    | 2003年7月18日 | ISBN 4-09-127721-7 | 2005年12月20日 | ISBN 978-986-156259-9 |
| 2    | 2004年7月16日 | ISBN 4-09-127722-5 | 2006年3月20日  | ISBN 978-986-156481-4 |

瓢蟲漫畫 四格（小學館）
- 於《小學二年級生》、《四年級生》、《五年級生》雜誌上連載《魔法少年賈修》的四格漫畫版。作者為雷電。

魔法少年賈修 四格特別篇：2005年7月28日發售、ISBN 4-09-143371-5
- 於《快樂快樂月刊》2003年5月號至2006年4月號期間進行連載。内容以動畫版為主，與原作截然不同。描述賈修和凱喬美和直美三個人的故事的四格漫畫作品。作者為矢高鈴央。

魔法少年賈修①：2004年7月28日發售、ISBN 4-09-143241-7
魔法少年賈修②：2005年7月28日發售、ISBN 4-09-143242-5
魔法少年賈修③：2006年4月27日發售、ISBN 4-09-140144-9
- 《CIAO》2004年3月號到2005年4月號期間連載。作者為牧原若菜，未發行單行本。內容是與快樂快樂版相同的四格漫畫作品，為每期只有前後2頁的短篇連載。

### 講談社
文庫版
| 卷數 | 講談社        | 講談社                                                  | 東立出版社     | 東立出版社             |
| 卷數 | 發售日期      | ISBN                                                    | 發售日期       | ISBN                   |
| ---- | ------------- | ------------------------------------------------------- | -------------- | ---------------------- |
| 1    | 2011年3月8日  | ISBN 978-4-06-370776-2                                  | 2011年12月5日  | ISBN 978-986-10-8504-3 |
| 2    | 2011年4月7日  | ISBN 978-4-06-370777-9                                  | 2012年2月9日   | ISBN 978-986-10-8505-0 |
| 3    | 2011年5月3日  | ISBN 978-4-06-370778-6                                  | 2012年3月20日  | ISBN 978-986-10-8506-7 |
| 4    | 2011年6月7日  | ISBN 978-4-06-370779-3                                  | 2012年4月20日  | ISBN 978-986-10-8507-4 |
| 5    | 2011年7月7日  | ISBN 978-4-06-370780-9                                  | 2012年5月21日  | ISBN 978-986-10-8854-9 |
| 6    | 2011年8月6日  | ISBN 978-4-06-370781-6                                  | 2012年6月21日  | ISBN 978-986-10-9064-1 |
| 7    | 2011年9月8日  | ISBN 978-4-06-370782-3                                  | 2012年7月20日  | ISBN 978-986-10-9065-8 |
| 8    | 2011年10月6日 | ISBN 978-4-06-370783-0                                  | 2012年8月20日  | ISBN 978-986-10-9190-7 |
| 9    | 2011年11月8日 | ISBN 978-4-06-370784-7                                  | 2012年9月20日  | ISBN 978-986-10-9191-4 |
| 10   | 2011年12月8日 | ISBN 978-4-06-370785-4                                  | 2012年10月22日 | ISBN 978-986-10-9378-9 |
| 11   | 2012年1月7日  | ISBN 978-4-06-370786-1                                  | 2012年11月20日 | ISBN 978-986-10-9379-6 |
| 12   | 2012年2月7日  | ISBN 978-4-06-370787-8                                  | 2012年12月20日 | ISBN 978-986-10-9687-2 |
| 13   | 2012年3月8日  | ISBN 978-4-06-370788-5                                  | 2013年4月9日   | ISBN 978-986-10-9707-7 |
| 14   | 2012年4月6日  | ISBN 978-4-06-370789-2                                  | 2013年6月26日  | ISBN 978-986-317-088-4 |
| 15   | 2012年5月8日  | ISBN 978-4-06-370790-8                                  | 2013年8月21日  | ISBN 978-986-317-536-0 |
| 16   | 2012年6月7日  | ISBN 978-4-06-370848-6（特裝版） ISBN 978-4-06-370791-5 | 2014年2月17日  | ISBN 978-986-317-537-7 |

### kraken comics版
完全版
| 冊數 | kraken comics | kraken comics  | kraken comics     | 東立出版社     | 東立出版社                           |
| 冊數 | 電子書發售日  | 紙版發售日     | ISBN              | 發售日期       | ISBN                                 |
| ---- | ------------- | -------------- | ----------------- | -------------- | ------------------------------------ |
| 1    | 2018年7月2日  | 2019年7月22日  | 978-4-910019-00-0 | 2022年1月28日  | ISBN 978-957-26-8212-8（首刷附錄版） |
| 2    | 2018年7月2日  | 2019年7月22日  | 978-4-910019-01-7 | 2022年3月4日   | ISBN 978-957-26-8213-5（首刷附錄版） |
| 3    | 2018年8月1日  | 2019年8月23日  | 978-4-910019-02-4 | 2022年4月7日   | ISBN 978-957-26-8214-2（首刷附錄版） |
| 4    | 2018年8月1日  | 2019年8月23日  | 978-4-910019-03-1 | 2022年5月6日   | ISBN 978-957-26-8215-9（首刷附錄版） |
| 5    | 2018年9月3日  | 2019年9月21日  | 978-4-910019-04-8 | 2022年6月6日   | ISBN 978-957-26-8216-6（首刷附錄版） |
| 6    | 2018年9月3日  | 2019年9月21日  | 978-4-910019-05-5 | 2022年7月7日   | ISBN 978-957-26-8217-3（首刷附錄版） |
| 7    | 2018年10月1日 | 2019年10月19日 | 978-4-910019-06-2 | 2022年8月8日   | ISBN 978-957-26-8218-0（首刷附錄版） |
| 8    | 2018年10月1日 | 2019年10月19日 | 978-4-910019-07-9 | 2022年9月8日   | ISBN 978-957-26-8219-7（首刷附錄版） |
| 9    | 2018年11月1日 | 2019年11月22日 | 978-4-910019-08-6 | 2022年10月11日 | ISBN 978-957-26-8220-3（首刷附錄版） |
| 10   | 2018年11月1日 | 2019年11月22日 | 978-4-910019-09-3 | 2022年11月18日 | ISBN 978-957-26-8221-0（首刷附錄版） |
| 11   | 2018年12月3日 | 2019年12月20日 | 978-4-910019-10-9 | 2022年12月12日 | ISBN 978-626-347-151-1（首刷附錄版） |
| 12   | 2018年12月3日 | 2019年12月20日 | 978-4-910019-11-6 | 2023年1月13日  | ISBN 978-626-347-152-8（首刷附錄版） |
| 13   | 2019年1月4日  | 2020年1月24日  | 978-4-910019-12-3 | 2023年2月20日  | ISBN 978-626-347-153-5（首刷附錄版） |
| 14   | 2019年1月4日  | 2020年1月24日  | 978-4-910019-13-0 | 2023年3月20日  | ISBN 978-626-347-154-2（首刷附錄版） |
| 15   | 2019年2月1日  | 2020年2月21日  | 978-4-910019-14-7 | 2023年4月20日  | ISBN 978-626-347-155-9（首刷附錄版） |
| 16   | 2019年2月1日  | 2020年2月21日  | 978-4-910019-15-4 | 2023年5月26日  | ISBN 978-626-347-156-6（首刷附錄版） |

魔法少年賈修2
| 冊數 | kraken comics  | kraken comics          | 東立出版社     | 東立出版社                           |
| 冊數 | 發售日期       | ISBN                   | 發售日期       | ISBN                                 |
| ---- | -------------- | ---------------------- | -------------- | ------------------------------------ |
| 1    | 2022年9月16日  | ISBN 978-4-910019-17-8 | 2023年7月13日  | ISBN 978-626-360-762-0（首刷限定版） |
| 2    | 2023年4月14日  | ISBN 978-4-910019-18-5 | 2024年1月8日   | ISBN 978-626-372-855-4（首刷限定版） |
| 3    | 2023年12月15日 | ISBN 978-4-910019-19-2 | 2024年11月29日 | ISBN 978-988-02-2333-5（首刷限定版） |
| 4    | 2024年8月23日  | ISBN 978-4-910019-20-8 | 2025年3月28日  | ISBN 978-626-02-4048-6（首刷限定版） |
| 5    | 2025年4月11日  | ISBN 978-4-910019-21-5 |                |                                      |

## 電視動畫

### 製作團隊
- 原作：雷句誠
- 原作協力：週刊少年Sunday編輯部、小學館角色事業中心
- 企劃：金田耕司（富士電視台）、木村京太郎（讀賣廣告社）、關弘美→清水慎治（東映動畫）、都築伸一郎（小学館）
- 企劃協力：久保雅一（小學館角色事業中心）
- 製作人：濱野貴敏→高瀨敦也（富士電視台）、池田慎一（讀賣廣告社）、櫻田博之（東映動畫）
- 系列構成：橋本裕志→大和屋暁
- 音樂：大谷幸
- 製作擔當：岡田將介
- 角色設計、總作畫監督：大塚健
- 美術設計：渡邊佳人
- 色彩設計：板坂泰江
- 系列監督：中村哲冶→貝澤幸男
- 系列監督輔助：地岡公俊
- 色彩指定：黑田進
- 編輯：片桐公一
- 錄音：池上信照
- 音響效果：川田清貴（Swara Production）
- 選曲：西川耕祐
- 記錄：小川真美子、小牧文
- 班底：小浜匠
- 廣報：正岡高子（富士電視台）、備前島幹人（小學館）
- 錄音工作室：TAVAC
- 現像：東映化學
- 線上編輯：TOVIC
- 音樂協力：NEC娛樂頻道
- 製作協力：東映
- 製作：富士電視台、讀賣廣告社、東映動畫

### 主題曲
片頭由Interchannel（現在的CD由Index Music發行）進行發行。片尾由波麗佳音所屬的歌手進行合作。
片頭曲
「カサブタ」（1話 - 50話）
作詞・作曲 - 千綿偉功 / 編曲 - 渡部チェル / 歌 - 千綿ヒデノリ
「君にこの声が 届きますように」（51話 - 100話）
作詞 - うらん / 作曲・編曲 - 大久保薫 / 歌 - 谷本貴義
「見えない翼」（101話 - 150話）
作詞・作曲・編曲 - 太田美知彦 / 歌 - 谷本貴義
片尾曲
「PERSONAL」（1話 - 30話）
作詞・作曲・編曲 - T2ya / 歌 - 上戸彩
上戸はこれが縁となり、劇場版2作の主題歌を担当した。
「STARS -you don't have to worry about tomorrow-」（31話 - 58話）
作詞 - KING / 作曲・編曲 - MIKI WATANABE / 歌 - KING
「つよがり」（59話 - 75話）
作詞 - 福田哲也 / 作曲・編曲 - 勝誠二 / 歌 - 喜多村英梨
「イデア」（76話 - 100話）
作詞・作曲 - 天野月子 / 編曲 - 戸倉弘智 / 歌 - 天野月子
「今日より明日は」（101話 - 125話）
作詞・作曲 - 芳賀俊和 / 編曲 - えちうら & MTTラボ / 歌 - えちうら
「★遊FEVER★」（126話 - 149話）
作詞・作曲 - 篠原ともえ / 編曲 - Kagami、篠原ともえ / 歌 - 篠原ともえ
「カサブタ」（第150話）
作詞・作曲 - 千綿偉功 / 編曲 - 渡部チェル / 歌 - 千綿ヒデノリ（最終話のみ）
2番以降が使用された。
插入曲
- 「裸足の王様」（第2・3話、第10話）
- 「あなたが傍にいるだけで」（第4話、第6話）
- 「僕はここにいる」（第8話、第22話）
- 「ココロノチカラ」（第9話）
- 「チチをもげ!」（第11話、第18話、第40話、第51話、第59話）
- 「無敵フォルゴレ」（第11話、第18話、第60話）
- 「Destinyーあの日に帰ろう-」（第12話）
- 「光のプリズム」（第14・15話）
- 「Happy Tomorrow☆」（第15話）
- 「約束の星」（第35話）
- 「Destiny〜あの日に帰ろう」（51話、60話、87話）
- 「ワタシノユメ」（第58話）
- 「Love is living in my heart」（71話）
- 「伝えて」（78話）
- 「ベリーメロン」（89話）
- 「Never Say BOIN BABY」（111話）
- 「カサブタ（清麿バージョン）」（7話、31話）
- 「コーラルQの変形体操」（105話、106話）

#### 香港版本
粵語主題曲
- 片頭曲「無限我」
  - 作詞：周耀輝／作曲：千綿偉功／主唱：李日朗

### 各話列表
※粗體字為動畫原創。
| 話數 | 日文標題                                                      | 中文標題                                          | 劇本       | （分鏡） 演出           | 作畫監督   | 美術              |
| ---- | ------------------------------------------------------------- | ------------------------------------------------- | ---------- | ----------------------- | ---------- | ----------------- |
| 1    | 魔界から来た電撃少年                                          | 來自魔界的電擊少年                                | 橋本裕志   | 中村哲治                | 山室直儀   | 渡辺佳人          |
| 2    | 氷結呪文ギコルVSザケル                                        | 結冰咒語嘰喀爾對抗薩喀爾                          | 橋本裕志   | 川田武範                | 清山滋崇   | 渡辺佳人 清水哲弘 |
| 3    | 第二の術ラシルド!                                             | 第二個必殺技啦噓魯多                              | 大和屋暁   | 芝田浩樹                | 信実節子   | 徳重賢            |
| 4    | 100人の魔物の戦い                                             | 一百個魔物的戰鬥                                  | 大和屋暁   | 地岡公俊                | 浅沼昭弘   | 清水哲弘          |
| 5    | 黒い刺客ブラゴとシェリー                                      | 黑暗刺客布拉葛與雪莉                              | 大和屋暁   | 角銅博之                | 伊藤智子   | 渡辺佳人          |
| 6    | 消えた赤い魔本                                                | 紅色魔書不見了                                    | 広平虫     | 佐々木憲世              | 上野賢     | 清水哲弘          |
| 7    | 植物園の決闘                                                  | 植物園的決鬥                                      | 成田良美   | （梅澤淳稔） 地岡公俊   | 出口としお | 渡辺佳人          |
| 8    | やさしい魔物コルル                                            | 溫柔的魔鬼可魯魯                                  | 大和屋暁   | 中村哲治                | 八島善孝   | 清水哲弘          |
| 9    | 第三の術ジケルド                                              | 第三咒語！及喀爾度                                | 大和屋暁   | 志水淳児                | 山室直儀   | 渡辺佳人          |
| 10   | エリート魔物エシュロス                                        | 魔鬼精英艾修羅斯                                  | 広平虫     | 芝田浩樹                | 清山滋崇   | 清水哲弘          |
| 11   | 無敵フォルゴレ                                                | 無敵的福爾高雷                                    | 大和屋暁   | 角銅博之                | 伊藤智子   | 清水哲弘          |
| 12   | シェリー運命の狂詩曲（ラプソディー）                          | 雪莉的命運狂想曲                                  | 成田良美   | 地岡公俊                | 信実節子   | 清水哲弘          |
| 13   | 対決ガッシュ対ハイド                                          | 對決！賈修對海德                                  | 橋本裕志   | 貝澤幸男                | 浅沼昭弘   | 渡辺佳人          |
| 14   | おてんばティオとアイドル恵                                    | 野丫頭蒂歐與偶像惠                                | 広平虫     | 佐々木憲世              | 上野ケン   | 清水哲弘          |
| 15   | ガッシュとティオの新たなる誓い                                | 賈修與蒂歐的新誓言                                | 広平虫     | 西澤信孝                | 出口としお | 渡辺佳人          |
| 16   | 冷凍庫対決不死身のロブノス                                    | 冷凍庫對決！不死身的羅布諾斯                      | 大和屋暁   | 芝田浩樹                | 八島善孝   | 清水哲弘          |
| 17   | 清麿のカレーな夏休み                                          | 清人華麗有咖哩味的暑假                            | 大和屋暁   | 地岡公俊                | 山室直儀   | 渡辺佳人          |
| 18   | 追え! ロンドンのチチもげ魔                                    | 快追！倫敦的摸胸魔                                | 成田良美   | 角銅博之                | 清山滋崇   | 清水哲弘          |
| 19   | 悪の花咲く呪いの城                                            | 邪惡之花開滿詛咒之城                              | 大和屋暁   | 吉沢孝男                | 伊藤智子   | 渡辺佳人          |
| 20   | 大崩壊! バルトロの逆襲                                        | 大崩塌！巴爾多羅的反擊                            | 大和屋暁   | 佐々木憲世              | 信実節子   | 清水哲弘          |
| 21   | もうひとりのガッシュ                                          | 另外一個賈修                                      | 広平虫     | 西沢信孝                | 浅沼昭弘   | 渡辺佳人          |
| 22   | 踊りつづける緑の戦士                                          | 舞個不停的綠色戰士                                | 山田隆司   | 中村哲治                | 上野ケン   | 清水哲弘          |
| 23   | メルメルメ〜! 燃えよウマゴン                                  | 咩咩咩～燃燒吧！小馬怪                            | 広平虫     | 芝田浩樹                | 八島善孝   | 渡辺佳人          |
| 24   | 自由の旅人アポロ                                              | 自由的旅人阿波羅                                  | 山田隆司   | 角銅博之                | 出口としお | 清水哲弘          |
| 25   | 決戦! 勝利への執念                                            | 決戰！對勝利的執著                                | 山田隆司   | 地岡公俊                | 山室直儀   | 渡辺佳人          |
| 26   | ガッシュの一日                                                | 賈修的一天                                        | 大和屋暁   | 貝澤幸男                | 信実節子   | 清水哲弘          |
| 27   | わが息子ダニー                                                | 我兒丹尼                                          | まさきひろ | 佐々木憲世              | 清山滋崇   | 渡辺佳人          |
| 28   | ティオと恵の大冒険                                            | 蒂歐與惠的大冒險                                  | 山田隆司   | 西沢信孝                | 浅沼昭弘   | 清水哲弘          |
| 29   | 激闘! 遊園地バトル                                            | 遊樂園之戰                                        | 広平虫     | 吉沢孝男                | 信実節子   | 渡辺佳人          |
| 30   | ガッシュとティオ最強のコンビネーション                        | 賈修與蒂歐，最強的組合                            | 広平虫     | 中村哲治                | 八島善孝   | 清水哲弘          |
| 31   | 魔鏡編 カワイイ転校生!                                        | 魔鏡篇 可愛的轉學生                               | 大和屋暁   | （芝田浩樹） 地岡公俊   | 上野ケン   | 渡辺佳人          |
| 32   | 魔鏡編 詞音の悲しき秘密                                       | 魔鏡篇 詞音悲哀的秘密                             | 大和屋暁   | 貝澤幸男                | 山室直儀   | 清水哲弘          |
| 33   | 魔鏡編 三つのかけらがそろう時                                 | 魔鏡篇 三塊碎片到齊之時                           | 大和屋暁   | 西沢信孝                | 出口としお | 渡辺佳人          |
| 34   | 魔鏡編 夕日に染まった涙                                       | 魔鏡篇 夕陽染紅的眼淚                             | 大和屋暁   | 吉沢孝男                | 伊藤智子   | 清水哲弘          |
| 35   | 魔鏡編 灼熱の最終決戦                                         | 魔鏡篇 灼熱的最終決戰                             | 大和屋暁   | 中村哲治                | 浅沼昭弘   | 渡辺佳人          |
| 36   | 激突! ガッシュVSナオミちゃん                                  | 激戰！賈修出戰直美                                | 広平虫     | 地岡公俊                | 清山滋崇   | 清水哲弘          |
| 37   | 愛をつらぬけ! 香港純愛娘                                      | 堅持所愛！香港純情女                              | 山田隆司   | 細田雅弘                | 八島善孝   | 渡辺佳人          |
| 38   | 恋の鉄拳! ゴウ・バウレン                                      | 愛情的鐵拳！高爆鏈                                | 山田隆司   | 佐々木憲世              | 信実節子   | 清水哲弘          |
| 39   | 絶体絶命! 姿なき狩人（ハンター）                              | 一籌莫展！隱形的獵人                              | まさきひろ | 今沢哲男                | 上野ケン   | 渡辺佳人          |
| 40   | キャンチョメ、兄ちゃんになる                                  | 凱喬美當哥哥了                                    | 山田隆司   | 西沢信孝                | 出口としお | 清水哲弘          |
| 41   | 大逆転! 無敵キャンチョメ                                      | 大逆轉！無敵的凱喬美                              | 山田隆司   | 吉沢孝男                | 信実節子   | 渡辺佳人          |
| 42   | 非情なる敵ゼオンとデュフォー                                  | 無情的敵人！傑昂與帝夫                            | 広平虫     | 地岡公俊                | 山室直儀   | 清水哲弘          |
| 43   | 正義のヒーローカマキリジョー                                  | 正義的英雄螳螂喬                                  | 大和屋暁   | 中村哲治                | 浅沼昭弘   | 渡辺佳人          |
| 44   | バリーからの挑戦状                                            | 來自巴力的戰書                                    | まさきひろ | 今沢哲男                | 八島善孝   | 清水哲弘          |
| 45   | 果てしなき死闘ガッシュVSバリー                                | 永無止境的死鬥！賈修出戰巴力                      | まさきひろ | 細田雅弘                | 大塚健     | 清水哲弘          |
| 46   | メルメルメ〜! ウマゴン危機一髪!?                              | 咩咩咩～小馬怪千鈞一髮！                          | 広平虫     | 佐々木憲世              | 上野ケン   | 清水哲弘          |
| 47   | 雪原鳴動!! 王者の風格                                         | 雪原雷動！王者之風                                | 山田隆司   | 西沢信孝                | 清山滋崇   | 渡辺佳人          |
| 48   | 忍びよる邪悪! 石版の謎                                        | 暗藏邪惡的石版之謎                                | 大和屋暁   | 吉沢孝男                | 竹田欣弘   | 清水哲弘          |
| 49   | ナゾナゾ博士と12人の刺客（マジョスティックトエリブ）          | 萬能博士與12刺客                                  | まさきひろ | 貝澤幸男                | 出口としお | 渡辺佳人          |
| 50   | 発動! 第六の術ラウザルク!!                                    | 發動！第六咒語 啦嗚薩爾庫                         | まさきひろ | 今沢哲男                | 八島善孝   | 清水哲弘          |
| 51   | 強襲!! 仮面の悪魔ロード                                       | 強襲！蒙面的惡魔領子                              | 大和屋暁   | 中村哲治                | 山室直儀   | 渡辺佳人          |
| 52   | 愛しのガッシュ! 私はパティ!                                   | 心愛的賈修！我是巴蒂！                            | 大和屋暁   | 地岡公俊                | 浅沼昭弘   | 清水哲弘          |
| 53   | ガッデーーーーム!! 怒りの水龍（スオウ・ギアクル）             | 可惡，憤怒的水龍                                  | 大和屋暁   | 上田芳裕                | 信実節子   | 渡辺佳人          |
| 54   | 公園ファイト! ガッシュVS清麿!?                                | 公園裹的激戰 賈修VS清人                           | 広平虫     | 吉沢孝男                | 伊藤智子   | 徳重賢            |
| 55   | パティ逆襲（リベンジ）!! とき放たれた刺客たち                 | 巴蒂反擊 被釋放出來的刺客們                       | 山田隆司   | 西沢信孝                | 清山滋崇   | 清水哲弘          |
| 56   | 希望の光・サイフォジオ                                        | 希望之光 莎伊芙吉歐                               | まさきひろ | 佐々木憲世              | 竹田欣弘   | 渡辺佳人          |
| 57   | 熱砂の闘いブラゴVS静寂の三闘士（サイレント・ルーラー）        | 熱沙的戰鬥 布拉葛VS靜寂的三鬥士                   | 大和屋暁   | 今沢哲男                | 上野ケン   | 清水哲弘          |
| 58   | 打倒ロード! それぞれの決意                                    | 打到領主 各自各的抉擇                             | 山田隆司   | 貝澤幸男                | 八島善孝   | 徳重賢            |
| 59   | 突入デボロ遺跡! キャンチョメ大作戦!!                          | 突入迪波羅遺蹟 凱喬美的大作戰                     | まさきひろ | 地岡公俊                | 出口としお | 渡辺佳人          |
| 60   | 攻防! 激流の迷宮（ラビリンス）                                | 攻防 激流的迷宮                                   | 山田隆司   | 上田芳裕                | 伊藤智子   | 清水哲弘          |
| 61   | 一千年の悲しき呪縛                                            | 一千年的悲哀的咒縛                                | 山田隆司   | 西沢信孝                | 浅沼昭弘   | 渡辺佳人          |
| 62   | Vの衝撃ベリーメロン!!                                         | V的衝擊,食慾之哈密瓜                              | 大和屋暁   | 中村哲治                | 信実節子   | 徳重賢            |
| 63   | ブルァアア!! 紳士怒りのチャーグル                             | Bluyaa！紳士之怒查固爾                            | 大和屋暁   | 今沢哲男                | 清山滋崇   | 清水哲弘          |
| 64   | 猛攻ダルモス! 砂上の決死戦（デスマッチ）                      | 達路魔斯猛攻，砂上的決死戰                        | 広平虫     | （吉沢孝男） 深澤敏則   | 八島善孝   | 渡辺佳人          |
| 65   | メルメルメ〜! ウマゴン電光石火!!                              | Merumerume！小馬怪的電光火石                      | まさきひろ | 佐々木憲世              | 上野ケン   | 清水哲弘          |
| 66   | 守り抜け! 約束の赤い魔本                                      | 守護好 約定好的紅色魔法書                         | 山田隆司   | 貝澤幸男                | 山室直儀   | 徳重賢            |
| 67   | すばらしきかなマジョスティック12                              | 神秘的12人刺客                                    | 大和屋暁   | 上田芳裕                | 浅沼昭弘   | 渡辺佳人          |
| 68   | 暴走!? ティオの告白大作戦!                                    | 暴走 蒂歐告白大作戰                               | 広平虫     | （吉沢孝男） 地岡公俊   | 出口としお | 清水哲弘          |
| 69   | 撃破せよ! 邪悪なるゾフィスの野望                              | 擊退！邪惡索菲斯的野望                            | 大和屋暁   | 西沢信孝                | 信実節子   | 渡辺佳人          |
| 70   | 絶体絶命!! 立ちふさがる四天王                                 | 最大危機 擋路的四大天王                           | 山田隆司   | 今沢哲男                | 八島善孝   | 徳重賢            |
| 71   | 愛すればこそ…うなれ哀しみの猛虎爆裂拳（ラオウ・ディバウレン） | 正因為有愛 吼叫吧悲傷的猛虎爆烈拳                 | 山田隆司   | 中村哲治                | 清山滋崇   | 清水哲弘          |
| 72   | 歌え歌え! 恐怖のベルギム・E・O                                | 唱吧唱吧 恐怖的貝爾基姆E·O                        | まさきひろ | 地岡公俊                | 上野ケン   | 渡辺佳人          |
| 73   | ありがとう僕の王様ミコルオ・マ・ゼガルガ                      | 謝謝你 我的王密可魯歐·瑪·塞嘎爾嘎                 | まさきひろ | 貝澤幸男                | 浅沼昭弘   | 清水哲弘          |
| 74   | 閃光乱舞! 孤高の戦士パムーン                                  | 閃光亂舞 孤高的戰士帕姆                           | 大和屋暁   | 佐々木憲世              | 出口としお | 渡辺佳人          |
| 75   | 打ち砕け! 封印千年屈辱の記憶                                  | 打碎 封印千年屈辱的記憶                           | 大和屋暁   | 西沢信孝                | 伊藤智子   | 徳重賢            |
| 76   | 逃げ道なし!! 卑劣なるゾフィス再臨                             | 無路可逃 卑鄙的索菲斯再現                         | 大和屋暁   | 今沢哲男                | 信実節子   | 清水哲弘          |
| 77   | シェリー気高き輪舞（ロンド）炸裂バベルガ・グラビドン          | 雪莉高雅的輪舞曲 巴貝魯嘎·古啦比咚爆發            | 大和屋暁   | 地岡公俊                | 浅沼昭弘   | 渡辺佳人          |
| 78   | もう戻らない! レイラの孤独な闇                                | 回不去了，蕾拉孤獨的黑暗                          | まさきひろ | （今沢哲男） 深澤敏則   | 八島善孝   | 清水哲弘          |
| 79   | うごめく悪魔最後の四天王登場                                  | 蠢蠢欲動的魔物 最後的四天王登場                   | 山田隆司   | 貝澤幸男                | 清山滋崇   | 徳重賢            |
| 80   | 野獣デモルト! 戦慄の雄叫び                                    | 魔獸帝魔魯度 戰慄的吼叫                           | 大和屋暁   | 西沢信孝                | 上野ケン   | 渡辺佳人          |
| 81   | 勝機（ひかり）を求めて…湧きあがれふたりの闘志                 | 尋求勝機 噴湧而出 二人的意志                      | 広平虫     | 今沢哲男                | 伊藤智子   | 清水哲弘          |
| 82   | わがままパティ惜別のスオウ・ギアクル!!                        | 任性巴蒂 惜別的斯歐·基阿庫魯                      | まさきひろ | 中村哲治                | 信実節子   | 渡辺佳人          |
| 83   | 熱き思いよとどけ! 第7の術ザグルゼム                           | 寄予深切的期盼 第七魔法薩固爾塞姆                 | 山田隆司   | 上田芳裕                | 出口としお | 徳重賢            |
| 84   | 凶獣デモルト最終決戦!!                                        | 兇獸帝魔魯度最終決戰                              | 大和屋暁   | 地岡公俊                | 山室直儀   | 清水哲弘          |
| 85   | 迷えるシェリー断ち切れぬ絆!                                   | 迷惑的雪莉 切不斷的羈絆                           | 大和屋暁   | 貝澤幸男                | 八島善孝   | 渡辺佳人          |
| 86   | 逆襲のゾフィス友情の最終決戦!!                                | 索菲斯的反擊 友情的最終決戰                       | 大和屋暁   | 西沢信孝                | 浅沼昭弘   | 清水哲弘          |
| 87   | 思いよココに届け! シェリー渾身のディオガグラビドン!!          | 思念呀 讓可可聽到 雪莉傾盡全力的迪歐加·古啦比咚   | 大和屋暁   | 今沢哲男                | 伊藤智子   | 渡辺佳人          |
| 88   | シェリー・ブラゴ新たなる門出                                  | 雪莉+布拉葛重新出發                               | 大和屋暁   | 志水淳児                | 清山滋崇   | 徳重賢            |
| 89   | 新春スペシャル華麗なるVよ再び!!                               | 新年特別篇 華麗V再現                              | 大和屋暁   | 上田芳裕                | 上野ケン   | 清水哲弘          |
| 90   | ただいま…そして嵐のテストバトル                               | 我回來了 風嵐般的考試之戰                         | 山田隆司   | 佐々木憲世              | 信実節子   | 渡辺佳人          |
| 91   | ナオミちゃんを追跡せよ!!                                      | 追蹤直美                                          | 広平虫     | 地岡公俊                | 出口としお | 清水哲弘          |
| 92   | 我が心のキッドナゾナゾ博士新たなる誓い                        | 我心中的基度 萬能博士之新的誓言                   | まさきひろ | 西沢信孝                | 八島善孝   | 渡辺佳人          |
| 93   | 異世界からの声! 命運つきた魔物たち!!                          | 異世界而來的聲音 命運終了的魔物們                 | 大和屋暁   | 今沢哲男                | 山室直儀   | 徳重賢            |
| 94   | 異世界の扉! ガッシュVSブラゴ最強対決                          | 通向異世界的門 賈修對布拉葛的最強對戰             | 大和屋暁   | （貝澤幸男） 深澤敏則   | 浅沼昭弘   | 清水哲弘          |
| 95   | 異世界放浪! 襲いかかる鉄の軍団                                | 異世界放浪 前來襲擊的鐵之軍團                     | 大和屋暁   | 上田芳裕                | 清山滋崇   | 渡辺佳人          |
| 96   | 異世界決闘! シェリーのいないブラゴ                            | 異世界的決鬥 欠缺雪莉的布拉葛                     | 隅沢克之   | 佐々木憲世              | 上野ケン   | 清水哲弘          |
| 97   | 異世界の覇者! 復讐に牙むくマエストロ                          | 異世界的霸者 露出復仇之牙的麥斯特洛               | 大和屋暁   | 西沢信孝                | 信実節子   | 渡辺佳人          |
| 98   | 異世界大決闘! ガッシュ・ブラゴ二大奥義炸裂                    | 異世界大決鬥 賈修+布拉葛兩大奧義爆發              | 大和屋暁   | 地岡公俊                | 八島善孝   | 徳重賢            |
| 99   | 愛と青春のモンモン先生清麿悲劇の惨敗                          | 愛和青春的悶悶老師 清人悲劇的慘敗                 | 山田隆司   | 今沢哲男                | 出口としお | 清水哲弘          |
| 100  | もげよフォルゴレ! 愛と悲しみのバグパイプ                      | 奮鬥吧！福爾高雷 愛與悲傷的笛風琴                 | 広平虫     | 上田芳裕                | 伊藤智子   | 渡辺佳人          |
| 101  | 新たなる脅威風を語る少年バオウ抹殺!                           | 新的威脅 風中故事的少年 抹殺巴歐                  | 大和屋暁   | 貝澤幸男                | 浅沼昭弘   | 清水哲弘          |
| 102  | 月夜の動乱友情の拳アース一撃必殺!                             | 月夜的動亂 友情拳 地球一擊必殺                    | 大和屋暁   | 佐々木憲世              | 清山滋崇   | 渡辺佳人          |
| 103  | テッドの哀歌（ブルース）風の中の少女運命の再開                | 迪度的哀歌 風中的少女 命運中的再會                | 大和屋暁   | 西沢信孝                | 上野ケン   | 徳重賢            |
| 104  | ライバルはアイドル恋の火花鈴芽の勝利??                        | 情敵是自己的偶像 戀愛的火花 鈴芽的勝利？          | まさきひろ | 深澤敏則                | 八島善孝   | 清水哲弘          |
| 105  | Q襲! Q極変形? わが名はコーラルQ                               | Q襲？Q極變形？他的名字是可拉魯Q                   | 隅沢克之   | 今沢哲男                | 信実節子   | 渡辺佳人          |
| 106  | ピンチ到来逆襲のQ! 全呪文封殺!?                               | 危機到來 逆襲的Q！全咒文封殺                      | 隅沢克之   | 上田芳裕                | 出口としお | 清水哲弘          |
| 107  | 電撃連鎖! 究極進化!? 新たなるバオウ!!                         | 連鎖電擊 究極進化 新的巴歐                        | 隅沢克之   | 佐々木憲世              | 浅沼昭弘   | 渡辺佳人          |
| 108  | ホームシック!? 華と母上さまよえるガッシュ                     | 思鄉病 阿華和媽媽，徬徨的賈修                     | 大和屋暁   | 貝澤幸男                | 伊藤智子   | 徳重賢            |
| 109  | 北国の決闘宿命のライバルウマゴン氷結!!                        | 北國的決鬥 宿命的對手 小馬怪結冰                  | 千葉克彦   | 角銅博之                | 清山滋崇   | 清水哲弘          |
| 110  | 猛襲カルディオ! 雪原に燃やす闘志ウマゴン新たな炎              | 猛襲卡爾迪歐！雪原上燃燒的鬥志 小馬怪發出新的火焰 | 千葉克彦   | 上田芳裕                | 上野ケン   | 渡辺佳人          |
| 111  | 踊って! 弾けて! 揺れる! 大空港                                | 跳躍吧！爆裂吧！搖動吧！大型飛機場                | 隅沢克之   | 西沢信孝                | 信実節子   | 清水哲弘          |
| 112  | 回る! 回る! 転ぶ! 転ぶ! 爆裂アイススケート!!                  | 旋轉！旋轉！跌倒！跌倒！爆裂溜冰！！              | 大和屋暁   | 今沢哲男                | 八島善孝   | 渡辺佳人          |
| 113  | 友からの手紙本を燃やせ!! レインの正体                         | 朋友寄來的信 燒了我的書吧 雷因的真身              | 広平虫     | 佐々木憲世              | 伊藤智子   | 徳重賢            |
| 114  | 弱虫カイルヒゲのパピプリオロデュウの罠                        | 膽小鬼的凱伊魯 鬍子的巴比布里歐 羅迪烏的陷阱      | 隅沢克之   | 地岡公俊                | 浅沼昭弘   | 清水哲弘          |
| 115  | 猛攻ロデュウ瀕死のレイン目覚めよカイル                        | 羅迪烏的猛攻 瀕死的雷因 覺醒吧！凱伊魯            | まさきひろ | 深澤敏則                | 出口としお | 渡辺佳人          |
| 116  | 最大呪文炸裂! ガルバドス・アボロディオレインの夢              | 最強咒文爆發 嘎爾巴杜斯阿波羅迪歐 雷因的夢        | 山田隆司   | 上田芳裕                | 清山滋崇   | 清水哲弘          |
| 117  | 恋愛カンフー悲劇ウォンレイ恋歌終章                            | 戀愛的功夫 只有悲劇 戀曲的尾聲                    | 大和屋暁   | （今沢哲男） 土田豊     | 八島善孝   | 渡辺佳人          |
| 118  | 連れ去られたガッシュ! 海の上の罠ダルタニアン撃沈              | 被帶走的賈修 海上的陷阱 擊沉達爾丹尼安            | 隅沢克之   | 西沢信孝                | 上野ケン   | 徳重賢            |
| 119  | ティオの元気ただ一人のパートナー傷が癒える時                  | 蒂歐的健康 唯一的搭擋 傷痕癒合之時                | 大和屋暁   | 角銅博之                | 信実節子   | 清水哲弘          |
| 120  | 見られてオヨヨヨ〜ときめくモモンティオ爆発!                   | 被發現喔喲喲喲 心情激動的萌萌 蒂歐大爆發          | 千葉克彦   | 佐々木憲世              | 浅沼昭弘   | 渡辺佳人          |
| 121  | 目覚めよジェラシー怒れる女神チャージル・サイフォドン          | 覺醒吧 嫉妒 憤怒的女神 查吉爾．莎伊芙咚           | 千葉克彦   | 今沢哲男                | 伊藤智子   | 清水哲弘          |
| 122  | かぐや伝説ガッシュの夏祭り月へ帰った少女                      | 輝夜姬傳說 賈修的夏日祭典 回到月亮上的少女        | 大和屋暁   | 貝澤幸男                | 出口としお | 渡辺佳人          |
| 123  | 唸れプライドバリーVSテッド消えるのはどっち?                   | 咆哮的尊嚴 巴力VS迪度 消失的是誰                  | 千葉克彦   | 地岡公俊                | 清山滋崇   | 徳重賢            |
| 124  | 別れの予感鈴芽の告白愛と青春のハイキング                      | 分別的預感 鈴芽的告白 愛和青春的遠足              | まさきひろ | 古賀豪                  | 上野ケン   | 清水哲弘          |
| 125  | 非情なるリオウ呪われし魔物いざファウードへ                    | 無情力歐 被詛咒的魔物 直搗法巫杜                  | 山田隆司   | 深澤敏則                | 信実節子   | 渡辺佳人          |
| 126  | 戻れない旅 ゆれる決意 ファウードの正体!                       | 無法回頭的旅途 動搖的決意 法巫杜的真身            | 隅沢克之   | 角銅博之                | 伊藤智子   | 清水哲弘          |
| 127  | ファウード到着! 決死の突入 待っていた刺客                     | 到達法巫杜 拚死突入 等候著的刺客                  | 隅沢克之   | 佐々木憲世              | 浅沼昭弘   | 渡辺佳人          |
| 128  | キース･ブザライ 死の交響曲 さらばキャンチョメ                 | 奇斯·布薩萊伊 死亡交響曲 再見了凱喬美             | 大和屋暁   | 細田雅弘                | 八島善孝   | 清水哲弘          |
| 129  | 奇跡の新呪文 ディマ･ブルク ぼくは弱虫じゃない!                | 奇蹟的新咒文迪瑪·波爾喀 我不是膽小鬼              | 大和屋暁   | 貝澤幸男                | 山室直儀   | 徳重賢            |
| 130  | ブザライ猛攻 ディオガ対バオウ 逆転への連鎖                    | 布薩萊伊猛攻 迪歐加對巴歐 逆轉的連鎖              | 大和屋暁   | 地岡公俊                | 上野ケン   | 渡辺佳人          |
| 131  | 王の覚悟友か？ 世界か？ ガッシュの決断                        | 王的覺悟 選擇朋友？還是世界？賈修的決斷           | 隅沢克之   | （上田芳裕） 土田豊     | 出口としお | 清水哲弘          |
| 132  | 胃の中の試練 難問突破 ティンティンチャンス                    | 胃中試煉 疑問突破 丁丁的機會                      | 大和屋暁   | 古賀豪                  | 清山滋崇   | 渡辺佳人          |
| 133  | 冷徹ザルチム 呪いの真実 立て! アリシエ                        | 冷徹的薩爾奇姆 詛咒的真相 振作吧！阿里西亞        | まさきひろ | 深澤敏則                | 伊藤智子   | 清水哲弘          |
| 134  | 誰がために戦う ウォンレイとアリシエ 苦悩の決断                | 為了誰而戰？黃雷和阿里西亞 苦惱的決斷             | 千葉克彦   | 角銅博之                | 信実節子   | 渡辺佳人          |
| 135  | ファウード決死圏 心臓打つ魔物 モモンの涙                      | 法巫杜的決死圈 撞打心臟的魔物 萌萌的眼淚          | 隅沢克之   | （織本まきこ） 立仙裕俊 | 浅沼昭弘   | 徳重賢            |
| 136  | 迫るファウード 復活帰還装置始動 立ちふさがるライバル          | 被迫法巫杜復活 歸還裝置啟動 擋路的對手            | 隅沢克之   | 上田芳裕                | 八島善孝   | 清水哲弘          |
| 137  | 呪いのタイムリミット 封印を砕け! 届けガッシュの想い           | 詛咒的時限 粉碎封印 傳達賈修的夢想                | 隅沢克之   | 地岡公俊                | 山室直儀   | 渡辺佳人          |
| 138  | 魔導巨兵ファウード 絶望の中の光 清麿の秘策                    | 魔導巨兵法巫杜 絕望中的光芒 高嶺清人的計策        | 千葉克彦   | 貝澤幸男                | 上野ケン   | 清水哲弘          |
| 139  | 脳を目指せ! 爆走ファウード 必死の再突入                       | 腦為目標 爆走法巫杜 決死再入侵                    | 大和屋暁   | 古賀豪                  | 出口としお | 徳重賢            |
| 140  | 王にはなれぬ者 決死! ウォンレイ 最後の鉄拳                    | 無法成為王者 決一死戰 黃雷最後的鐵拳              | 大和屋暁   | 深澤敏則                | 伊藤智子   | 渡辺佳人          |
| 141  | 燃えろウマゴン 氷結カルディオ 勝利へ走れ!!                    | 燃燒的小馬怪 結冰的卡路迪歐 走向勝利              | 千葉克彦   | 佐々木憲世              | 清山滋崇   | 清水哲弘          |
| 142  | 閉ざされた部屋 アリシエの戦 因縁再び                          | 閉鎖房間 阿里西亞之戰 再續因緣                    | 隅沢克之   | 上田芳裕                | 信実節子   | 渡辺佳人          |
| 143  | 命を燃やせ 戦人アリシエ 決着!? ザルチム                       | 燃燒生命 戰人阿里西亞 對決！？薩爾奇姆            | 隅沢克之   | 角銅博之                | 浅沼昭弘   | 清水哲弘          |
| 144  | ぼくらは王様 キャンチョメとモモン 倒せキース!                 | 我們是王 凱喬美和萌萌 打倒奇斯                    | 千葉克彦   | 土田豊                  | 八島善孝   | 徳重賢            |
| 145  | 届かない叫び テッドVSチェリッシュ 王より大切なもの            | 無法傳達的呼聲 迪度VS潔莉雪 比王更重要的東西      | 大和屋暁   | 今沢哲男                | 出口としお | 渡辺佳人          |
| 146  | ファウードの守護者 アースからガッシュへ 託される未来          | 法巫杜的守護者 亞斯給予賈修託付的未來             | 千葉克彦   | 深澤敏則                | 上野ケン   | 清水哲弘          |
| 147  | 反転する未来 雷帝ゼオン 破滅への序曲                          | 反轉的未來 雷帝傑昂 破滅的序曲                    | 隅沢克之   | 佐々木憲世              | 伊藤智子   | 渡辺佳人          |
| 148  | 怒涛ゼオン 二つの宿命 ガッシュの秘密                          | 怒濤傑昂 兩個人的命運 賈修的秘密                  | 千葉克彦   | 上田芳裕                | 信実節子   | 清水哲弘          |
| 149  | バオウを継ぐもの ガッシュVSゼオン ジカディラスの雷            | 巴歐的繼承者 賈修VS傑昂 基加迪啦斯的雷電          | 大和屋暁   | 角銅博之                | 清山滋崇   | 徳重賢            |
| 150  | 決戦! ファウード 金色の輝き やさしい王様                      | 決戰法巫杜 金色的光輝 善良的王                    | 大和屋暁   | 今沢哲男                | 山室直儀   | 清水哲弘          |

### 播放電視台
| 播放地域       | 播放電視台       | 播放期間                      | 播放時間                      | 播放系列                                     | 延遲日數     | 備註 |
| -------------- | ---------------- | ----------------------------- | ----------------------------- | -------------------------------------------- | ------------ | ---- |
| 關東廣域圈     | 富士電視台       | 2003年4月6日 - 2006年3月26日  | 星期日 9:00 - 9:30            | 富士電視台系列                               | 製作局       |      |
| 北海道         | 北海道文化放送   | 2003年4月6日 - 2006年3月26日  | 星期日 9:00 - 9:30            | 富士電視台系列                               | 同時網路放送 |      |
| 岩手縣         | 岩手可愛電視台   | 2003年4月6日 - 2006年3月26日  | 星期日 9:00 - 9:30            | 富士電視台系列                               | 同時網路放送 |      |
| 宮城縣         | 仙台放送         | 2003年4月6日 - 2006年3月26日  | 星期日 9:00 - 9:30            | 富士電視台系列                               | 同時網路放送 |      |
| 山形縣         | 櫻桃電視台       | 2003年4月6日 - 2006年3月26日  | 星期日 9:00 - 9:30            | 富士電視台系列                               | 同時網路放送 |      |
| 新潟縣         | 新潟綜合電視台   | 2003年4月6日 - 2006年3月26日  | 星期日 9:00 - 9:30            | 富士電視台系列                               | 同時網路放送 |      |
| 石川縣         | 石川電視台       | 2003年4月6日 - 2006年3月26日  | 星期日 9:00 - 9:30            | 富士電視台系列                               | 同時網路放送 |      |
| 長野縣         | 長野放送         | 2003年4月6日 - 2006年3月26日  | 星期日 9:00 - 9:30            | 富士電視台系列                               | 同時網路放送 |      |
| 靜岡縣         | 靜岡電視台       | 2003年4月6日 - 2006年3月26日  | 星期日 9:00 - 9:30            | 富士電視台系列                               | 同時網路放送 |      |
| 福岡縣         | 西日本電視台     | 2003年4月6日 - 2006年3月26日  | 星期日 9:00 - 9:30            | 富士電視台系列                               | 同時網路放送 |      |
| 佐賀縣         | 佐賀電視台       | 2003年4月6日 - 2006年3月26日  | 星期日 9:00 - 9:30            | 富士電視台系列                               | 同時網路放送 |      |
| 岡山縣、香川縣 | 岡山放送         | 2003年4月10日 - 2006年3月30日 | 星期四 16:25 - 16:55          | 富士電視台系列                               | 4日          |      |
| 中京廣域圈     | 東海電視台       | 2003年4月11日 - 2006年3月31日 | 星期五 16:00 - 16:30          | 富士電視台系列                               | 5日          |      |
| 廣島縣         | 新廣島電視台     | 2003年4月11日 - 2006年3月31日 | 星期五 16:00 - 16:30          | 富士電視台系列                               | 5日          |      |
| 富山県         | 富山電視台       | 2003年4月12日 - 2006年4月1日  | 星期六 6:30 - 7:00            | 富士電視台系列                               | 6日          |      |
| 熊本縣         | 熊本電視台       | 2003年4月17日 - 2006年4月6日  | 星期四 15:30 - 16:00          | 富士電視台系列                               | 11日         |      |
| 鳥取縣、島根縣 | 山陰中央電視台   | 2003年4月17日 - 2006年4月6日  | 星期四 15:30 - 16:00          | 富士電視台系列                               | 11日         |      |
| 關西廣域圈     | 關西電視台       | 2003年4月18日 - 2006年4月7日  | 星期五 16:26 - 16:56          | 富士電視台系列                               | 12日         |      |
| 愛媛縣         | 愛媛電視台       | 2003年4月20日 - 2006年4月9日  | 星期日 6:30 - 7:00            | 富士電視台系列                               | 14日         |      |
| 福井縣         | 福井電視台       | 2003年4月29日 - 2006年4月18日 | 星期二 16:27 - 16:57          | 富士電視台系列                               | 23日         |      |
| 秋田縣         | 秋田電視台       | 2003年4月30日 - 2006年4月19日 | 水曜 16:25 - 16:55            | 富士電視台系列                               | 24日         |      |
| 福島縣         | 福島電視台       | 2003年5月4日 - 2006年6月30日  | 星期五 15:30 - 16:00          | 富士電視台系列                               | 28日→103日   |      |
| 高知縣         | 高知SunSun電視台 | 2003年5月6日 - 2006年4月25日  | 火曜 16:05 - 16:35            | 富士電視台系列                               | 30日         |      |
| 鹿兒島縣       | 鹿兒島電視台     | 2003年5月6日 - 2006年4月25日  | 火曜 16:05 - 16:35            | 富士電視台系列                               | 30日         |      |
| 長崎縣         | 長崎電視台       | 2003年5月7日 - 2006年4月26日  | 星期三 15:30 - 16:00          | 富士電視台系列                               | 31日         |      |
| 宮崎縣         | 宮崎電視台       | 2003年6月20日 - 2006年5月26日 | 星期五 16:30 - 17:00          | 富士電視台系列 日本電視台系列 朝日電視台系列 | 75日         |      |
| 日本全域       | Animax           | 2014年12月3日 - 2015年7月22日 | 星期一 - 星期五 17:30 - 18:00 | CS放送                                       | 11年8個月    | 重播 |

#### 海外播送
| 播放地域 | 播放電視台 | 播放期間                     | 播放時間                      | 播放系列 | 播映回數 | 備註                       |
| -------- | ---------- | ---------------------------- | ----------------------------- | -------- | -------- | -------------------------- |
| 台灣     | 台視主頻道 | 2004年6月20日 - 2007年5月6日 | 星期六日 18:00 - 18:30        | 衛星放送 | 全部     | 部分年份的春節期間暫停播出 |
| 台灣     | Channel V  | 2010年10月5日 - 2011年5月2日 | 星期一 - 星期五 17:30 - 18:00 | 第四台   | 1–104    |                            |

## 劇場版

### 魔法少年賈修：第101個魔物
魔法少年賈修：第101個魔物（日语：金色のガッシュベル!! 101番目の魔物）於2004年8月公開，監督為志水淳児。

#### 概要
被譽為魔界天才的威茲曼沒有被選上參加王者決鬥而憤恨不平，偷走了第101本「白色的魔書」並來到人間界找賈修報復。原本計畫到富士山附近的渡假營地做暑期渡假的清人，桑比姆，福爾高雷，惠一行人遇到了少女琴羽，琴羽撿到了一本白色書本，清人與賈修在白色書本的引導之下被引入魔界，經過一連串調查之後在那裡得知真相，並亟欲趕回人間界。另一方面，威茲曼對琴羽奪走了心以及洗掉記憶，讓她被迫參與戰鬥，就在威茲曼對惠等人給予致命一擊時，清人與賈修從魔界歸來並與威茲曼展開最後對決。

#### 登場人物
魔鬼：威茲曼（懷斯曼）
配音：森川智之（日本）
[不屬於今界的魔王爭霸戰]
屬性：高熱岩漿彈、吸收、能操控別人的心靈
出現地：英國
被譽為魔界天才
搭檔：琴羽（柯渡華）心靈被操控
書本顏色：白色（擁有吸收咒語的能力）[偷回來的]
燒書原因：因吸收了過大能量，而自動燒毀

#### 主題歌
- 「涙をふいて」

作詞：広沢タダシ
作曲・編曲：Sin
主唱：上戶彩

### 票房
首周:1.45億
第二周:4.66億	
最終周:6.65億

### 魔法少年賈修：機械巴爾漢來襲
魔法少年賈修：機械巴爾漢來襲（日语：金色のガッシュベル!! メカバルカンの来襲）於2005年8月公開，監督為五十嵐卓哉。

#### 主題歌
- 「風をうけて」

作詞：RYOJI
作曲：RYOJI・NAOKI-T
編曲：NAOKI-T
主唱：上戶彩
登場人物
M2博士
巴爾漢

## OVA
- 擁有黃金胸部的男人- 福爾高雷
- 飛奔吧 賈修!! 被奪走的小馬怪

## 外部連結
- 賈修官方網頁（Web sunday）（日語）
- 魔法少年賈修（ Golden Memories）官方的X（前Twitter） （日語）